# 貴族院 (イギリス)
貴族院（きぞくいん、英語: House of Lords、略称：the Lords）は、イギリスの議会を構成する議院のひとつで、上院に相当する。
中世にイングランド議会から庶民院が分離したことで成立した。貴族によって構成される本院は、庶民院と異なり非公選かつ聖職貴族を除き終身任期制である。議会法制定以降は、立法機関としての権能は庶民院に劣後する。1999年以降は世襲貴族の議席が制限されており、一代貴族が議員の大半を占めている。かつては最高裁判所としての権能も有していたが、2009年に連合王国最高裁判所が新設されたことでその権能は喪失した。

## 歴史

### 貴族院の成立

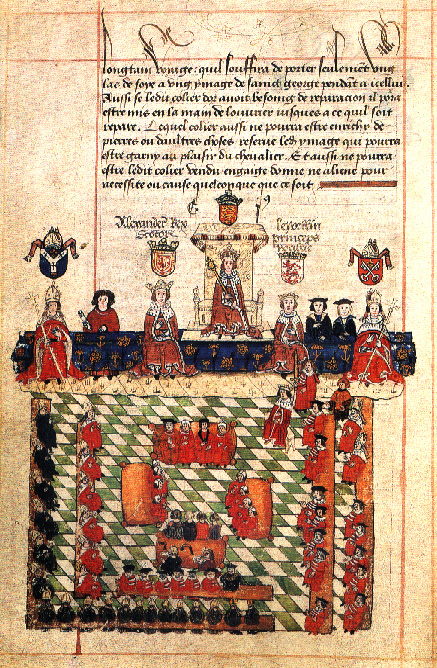
議会が庶民院と貴族院に分離する前の13世紀にプランタジネット朝イングランド王エドワード1世が召集した議会を描いた絵画。

イギリスの統治機関の多くは1066年のノルマン・コンクエスト後に創設されたイングランド王の封建的臣下である直属受封者（貴族）によって構成される国王諮問機関キュリア・レジス（国王裁判所の意）から分化したものである。イギリスの議会であるパーラメント（Parliament of England）もその一つである。ジョン王が1215年に発布したマグナ・カルタ12条は国王はキュリア・レジスの大会議である全般諮問会議（commune consilium、パーラメントはこれの特定の会合として発足）の同意なく、課税してはならない旨を定めている。
パーラメントも初期には直属受封者のみで構成されていたが、12世紀から13世紀にかけて陪審員制度の確立（代議制への萌芽）、地方自治体の発展に伴う封建勢力の後退、騎士や市民などの中流階級の勃興、国王と貴族の対立などが起こり、そのような背景から13世紀にイングランド王はパーラメントに州や都市の代表を加えるようになった。これによってパーラメントは代議制議会の性格を有するようになった。
パーラメント（以降議会）が庶民院と貴族院に分離したのは、14世紀前期から中期頃と見られている。州代表の騎士と都市代表の市民が議会から分離して庶民院の実質を形成し、また下級聖職者が議会を去ったことで、議会残存部分（高位聖職者、伯爵、男爵）が貴族院の実質を持つようになったのである。14世紀末頃までには庶民院の構成はかなり明確となり、それに伴って貴族院も明瞭になっていった。
イングランド王はフランス旧領地を回復する戦費調達のために円滑な税の徴収を欲しており、それには議会の了解を得ることが必要であった。そのため国王は議会への譲歩を進め、その譲歩の一つが制定法だった。14世紀末までには両院は立法協賛権を課税協賛権と同様に慣例として確立した。
両院の力関係でいえば、もともとは貴族院の方が圧倒的に強く、庶民院はその副次的存在として「請願者（Petitioners）」に過ぎなかった。しかし封建貢納が金銭化などで形骸化すると庶民院は納税者集会の性格を強めていき、国王も無視することができない存在に成長した。ランカスター朝のヘンリー4世の時代の1407年には税の問題については庶民院で先議することが決定され、続くヘンリー5世の時代の1414年には法制定権上の庶民院と貴族院の同格性が確認されている。
議会の中心母体の一つに高級裁判所パーラメントがあったので、議会は当初より司法機能を有したが、その機能は庶民院より貴族院の方が強かった。特に14世紀末に庶民院が弾劾権（国王の大臣を貴族院に告発する権利）を確立するに及んで、司法権は貴族院にあり、庶民院にないことが明確化した。以降貴族院は、庶民院に弾劾された貴族・庶民を裁判する権利、重罪で告発された貴族を裁判する権利、そして下級裁判所の判決を覆すことができる最高裁判所としての権能を有するようになった。
初期のイングランド議会における貴族とは、直属受封者のうち、国王から直接に議会召集令状（writ of summons）を出され、それによって貴族領と認定された所領を所有する者のことであった。しかし14世紀末頃から国王が勅許状で貴族称号を与えて新貴族創家を行うようになり、それ以降は貴族領の有無に関わりなく、貴族称号を持って議会に議席を有する者が貴族と看做されるようになった。
1502年の公式文書から、貴族院を構成する高位聖職者と爵位保有者を指して「聖職貴族及び世俗貴族（Lords Spiritual and Temporal）」と呼ぶようになった。また貴族院（House of Lords）という呼び方もこの頃から使用されるようになり、1510年から『貴族院日誌（House of Lords journals）』の印刷が開始されている。

### 庶民院に対する劣後

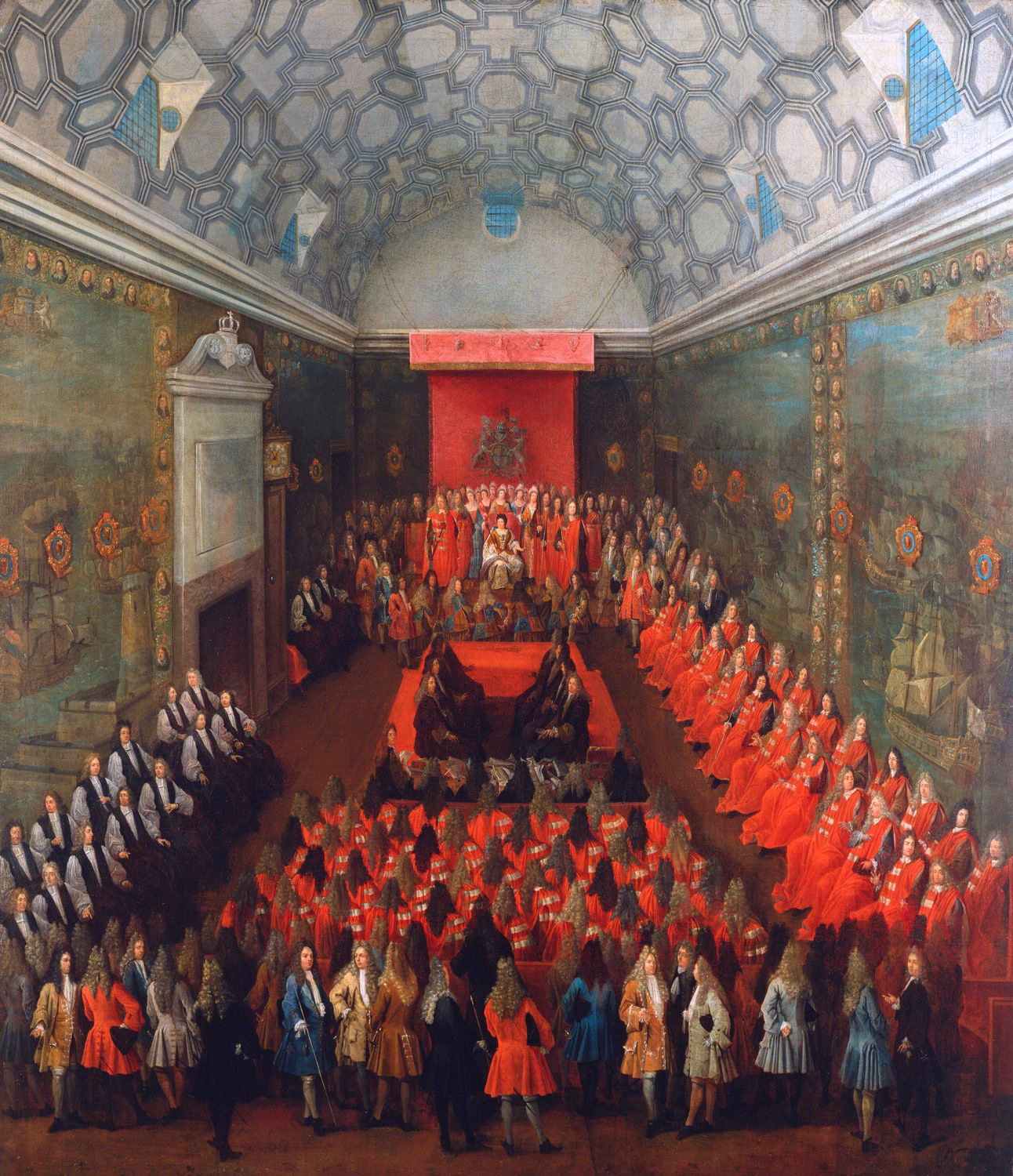
18世紀初頭の貴族院を描いた絵画（ピーター・ティルマンズ画、ロイヤル・コレクション）

15世紀中期の薔薇戦争は、封建貴族を没落させ、新興中産階級を台頭させた。テューダー朝期には貴族は「王室の藩屏」と化し、独立性を失った。一方新興中産階級は次々と庶民院に出てきてテューダー朝の王権と協力関係を築き、教会を追い落とすことを狙って宗教改革を推進した。この宗教改革で聖職貴族も発言力を低下させ、貴族院の力は低下した。このような状況からテューダー朝期の議会は「従順議会（Docile Parliament）」とも呼ばれるが、議会が中世から獲得してきた諸権利が失われたわけではなく、庶民院の影響力はこの時期にどんどん増した。
ステュアート朝期の17世紀前期までには庶民院はあらゆる王権（行政権）に介入するようになり、国王と庶民院の対立が深刻化した。17世紀半ばにピューリタン革命が発生し、王政は廃されて共和政が樹立された。この際に「王室の藩屏」たる貴族院も廃止され、一院制になった。1660年には王政復古があり、貴族院も復古したが、これは絶対王政の復古を意味するものではなく、国王は再び革命が起こらないよう腐心せざるを得なくなり、したがってますます議会に逆らうのが困難となっていった。
1689年の名誉革命によって権利章典が議会で制定された。これにより王権は大幅に制限され、議会権力の王権に対する優位が確立された。これ以降、庶民院における信任を背景に政府が成立するという議院内閣制（政党内閣制）が発展していく。そのため政治の実権は庶民院が掌握するところとなり、貴族院の影は薄くなっていった。庶民院から支持を得ているが、貴族院で多数を得ていないという政府は、しばしば国王大権の貴族創家で貴族院を抑え込むようになった。
1707年にイングランドとスコットランドが合同してグレートブリテン王国が成立すると、スコットランド貴族のうち互選された16人が貴族代表議員としてイギリス貴族院に議席を置くことになった。また1801年にアイルランドと合同した際にもアイルランド貴族のうち28人が貴族代表議員としてイギリス貴族院に議席を有することになった。

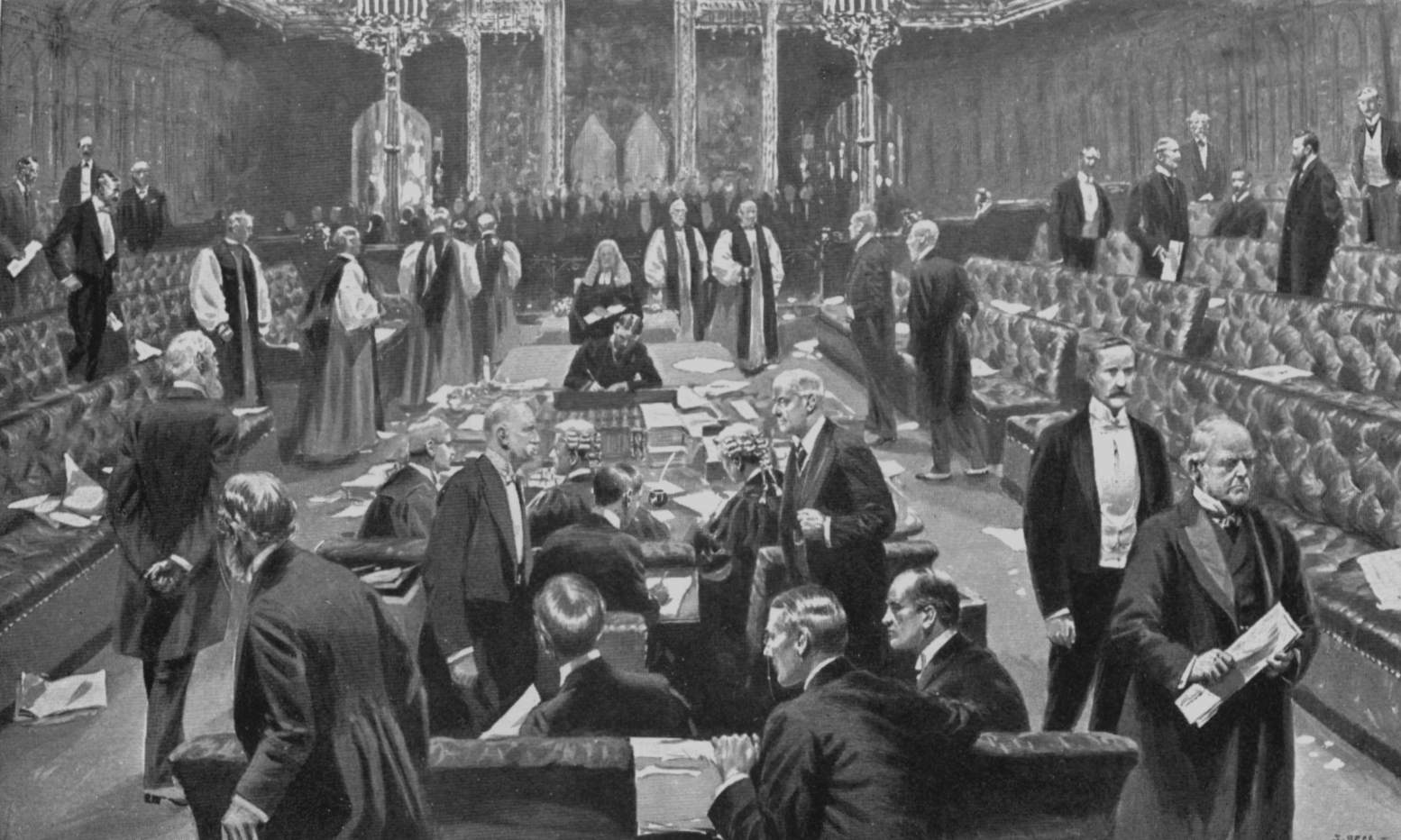
1911年、議会法案の貴族院通過を描いた絵画

18世紀末頃から大量の叙爵が行われるようになり、貴族院議員数が急増した。その結果、貴族院はこれまでの「比較的少数の国王の世襲的助言者」という立場から「特権階級の既得権擁護機関」と化し始めた。19世紀から20世紀初頭にかけての貴族院は、保守党が政権にある時は協調し、自由党が政権に就くとその改革の妨害にあたることが多かった。その結果、自由党支持層に貴族院改革の機運が高まり、自由党政権期の1911年に議会法が制定された。これにより貴族院は財政法案に関する否決・修正権限を失い、またそれ以外の法案についても庶民院において3回可決された場合は否決しても無意味となった（庶民院の優越）。ただしこの段階では貴族院は庶民院で通過された法案を2年も引き延ばすことが可能だった。
なお20世紀以降は貴族院議員が首相になることは憲法慣習として避けられるようになった。最後の貴族院議員の首相は1902年7月まで首相を務めた第3代ソールズベリー侯爵ロバート・ガスコイン＝セシルである。ただしこの憲法慣習は首相を任命する国王を拘束するものではなく、1963年10月には第14代ヒューム伯爵アレグザンダー・ダグラス＝ヒュームが任命されている。この時にはヒューム自身が憲法慣習を守るためにただちに爵位を返上して補欠選挙に出馬し、庶民院議員へ鞍替えしている。

### 現代の貴族院改革

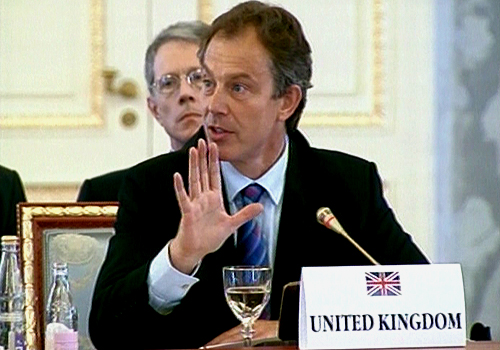
1997年から2007年にかけて首相を務めたトニー・ブレア。1999年の貴族院法で世襲貴族の議席を大幅制限し、2005年の憲法改革法で貴族院の最高裁判所機能を除去する貴族院改革を実施した。

1945年に成立した労働党政権は、保守党が多数を占める貴族院が議会法に基づく停止的拒否権を行使することを懸念した。これに対して保守党貴族院院内総務クランボーン子爵（後の第5代ソールズベリー侯爵）ロバート・ガスコイン＝セシルは、「庶民院総選挙で明確にマニフェスト（政権公約）として掲げられ、有権者の信任を得た法案について、貴族院は否決したり大幅修正してはならない」とするソールズベリー・ドクトリンを表明した。
1949年には議会法の改正があり、貴族院が庶民院で可決された法案の成立を引きのばせる期間はこれまでの2年から1年に短縮された。
1958年には保守党首相ハロルド・マクミランにより一代貴族法が制定され、男女問わず一代に限り貴族院議員に登用できるようになった。これにより貴族院の党派議席配分の変更や幅広い人材登用がやりやすくなった。この後、労働党は世襲貴族の新設を行わない旨を宣言し、保守党もそれに倣うと見られていたが、1983年には保守党首相マーガレット・サッチャーが、その慣例を破ってウィリアム・ホワイトローを世襲貴族ホワイトロー子爵に推薦して話題となった。
貴族院の一代貴族の占める割合は増加の一途をたどり、貴族院改革前夜の1998年2月の時点では世襲貴族は貴族院の59%（759名）にまで減少していた（対する一代貴族は484名）。
1963年の貴族法で世襲貴族は世襲事由が生じた時から1年以内であれば自分1代についてのみ爵位を放棄し、平民になるという選択（＝貴族院議員にならないので庶民院の選挙権・被選挙権を得る）ができるようになった。また、それまで貴族院議員になれなかった女性世襲貴族とスコットランド貴族も貴族院議員に列することになった。
1999年にはブレア政権によって貴族院法が制定され、世襲貴族の議席は92議席を残して削除された。以降の貴族院は一代貴族が中心となっている。そのためこれ以降の貴族院は身分制議会というより任命制議会に近くなっている。また世襲貴族の多くが去ったことで貴族院の半永久的な保守党多数状態は終わり、以降の貴族院の勢力図は保革伯仲化し、中立派（クロスベンチャー）が重要な存在となった（貴族院の中立性）。中立派の一代貴族は退職公務員、学者、経済人、作家、労働組合幹部、芸術・科学の第一人者などから貴族院任命委員会が推薦して叙爵するのが一般的であるため、優れた専門性を有しているとされる（貴族院の専門性）。
ブレア政権が2005年に制定した憲法改革法により2009年から連合王国最高裁判所（Supreme Court of the United Kingdom）が新設され、貴族院は中世以来保持してきた最高裁判所としての権能を失った。
2007年3月7日に議会で貴族院の構成に関する自由投票が行われ、庶民院では全員選挙制、および80%選挙・20%任命制の意見が可決されている（貴族院では全員任命制が可決される）。2010年の庶民院総選挙でも保守党・労働党・自民党の主要三政党がいずれも貴族院改革に前向きな姿勢を示した。この選挙後に成立したキャメロン保守党・自民党連立政権は2012年6月に貴族院公選制導入の法案を議会に提出したが、与党から多数の造反者が出たため、法案は撤回され、2015年イギリス総選挙後まで棚上げされることになり、選挙後も再提出は行われていない。
その後は2014年貴族院改革法や2015年貴族院(除名及び停止)法などの小規模な改革が行われている。
2024年庶民院総選挙に勝利した、労働党のスターマー政権は、9月5日、世襲貴族議員の全廃法案を提出した。法案は可決の見通しで、開院以来存在した世襲貴族議員は全く姿を消すことになる。

## 議員構成

### 世襲貴族
1999年の貴族院改革以前には世襲貴族は原則として全員が貴族院に議席を有していた。そのため20世紀に爵位が乱発された際には議員数が1000人を超えたこともあった。貴族院は長年にわたって世襲貴族を中心にして構成されてきた（ただし欠席者が多かった）。1958年に一代貴族制度が導入された後も1999年に至るまで世襲貴族が貴族院の多数を占めていた。
しかし1999年のトニー・ブレア政権の貴族院改革によって、世襲貴族の議席は世襲貴族議員の互選で選ばれた90名（当時の貴族院の党派に応じて案分された75名と院内役職にあった15名）に紋章院総裁を世襲するノーフォーク公爵家、式部卿を世襲で主に担うチャムリー侯爵家を加えた92議席に限定され、ほとんどの世襲貴族が議席を失った。以降、貴族院に議席を持つ世襲貴族は「例外貴族（excepted peers）」と呼ばれている。
世襲貴族議員の任期は終身である。世襲貴族の議席に定数が設けられている現在では、ある世襲貴族議員が死去すると、世襲貴族議員の互選で世襲貴族の中から新しい議員を選出することになっている。
かつては女性世襲貴族は貴族院議員になれなかったが、1963年貴族法で女性世襲貴族にも貴族院議員となる道が開かれた。また同法により世襲貴族は、爵位継承から一年以内であれば自分一代について爵位を放棄して平民になることが可能となった。これは貴族院議員たる貴族が庶民院の選挙権および庶民院議員資格を有さないことへの救済処置であった。ただし、貴族院議員でない貴族は、爵位を放棄せずとも庶民院議員選挙権および庶民院議員資格を有する。1999年の貴族院改革後は大半の世襲貴族が貴族院議員でなくなっており、彼らはこれに該当する（これ以前は「貴族院議員ではない貴族」に該当するのはアイルランド貴族だけだった）。貴族院改革後も世襲貴族が爵位一代放棄を行う権利は失われていないが、貴族院議員たる貴族（「例外貴族」）は爵位一代放棄を行うことができなくなった。
世襲貴族は創設時に応じてイングランド貴族、スコットランド貴族、グレートブリテン貴族、連合王国貴族に分かれており、また公爵（Duke）、侯爵（Marquess）、伯爵（Earl）、子爵（Viscount）、男爵（Baron）の5等級から成るが、貴族院での活動においてこれらの区別に重要性はない。
世襲貴族創家の権限は現在でも国王大権に属するが、立憲主義の慣例に基づいて、首相の助言によるべきと考えられている。もっとも王族以外への世襲貴族創家は、1984年に元首相ハロルド・マクミランがストックトン伯爵に叙されたのを最後に途絶えており、現在では臣民が新規に世襲貴族に叙される可能性は低い。

非民主性が最も強い上、かつ中立性や専門性を有しているわけでもないことから、貴族院改革論において擁護することが最も困難な存在になっている。

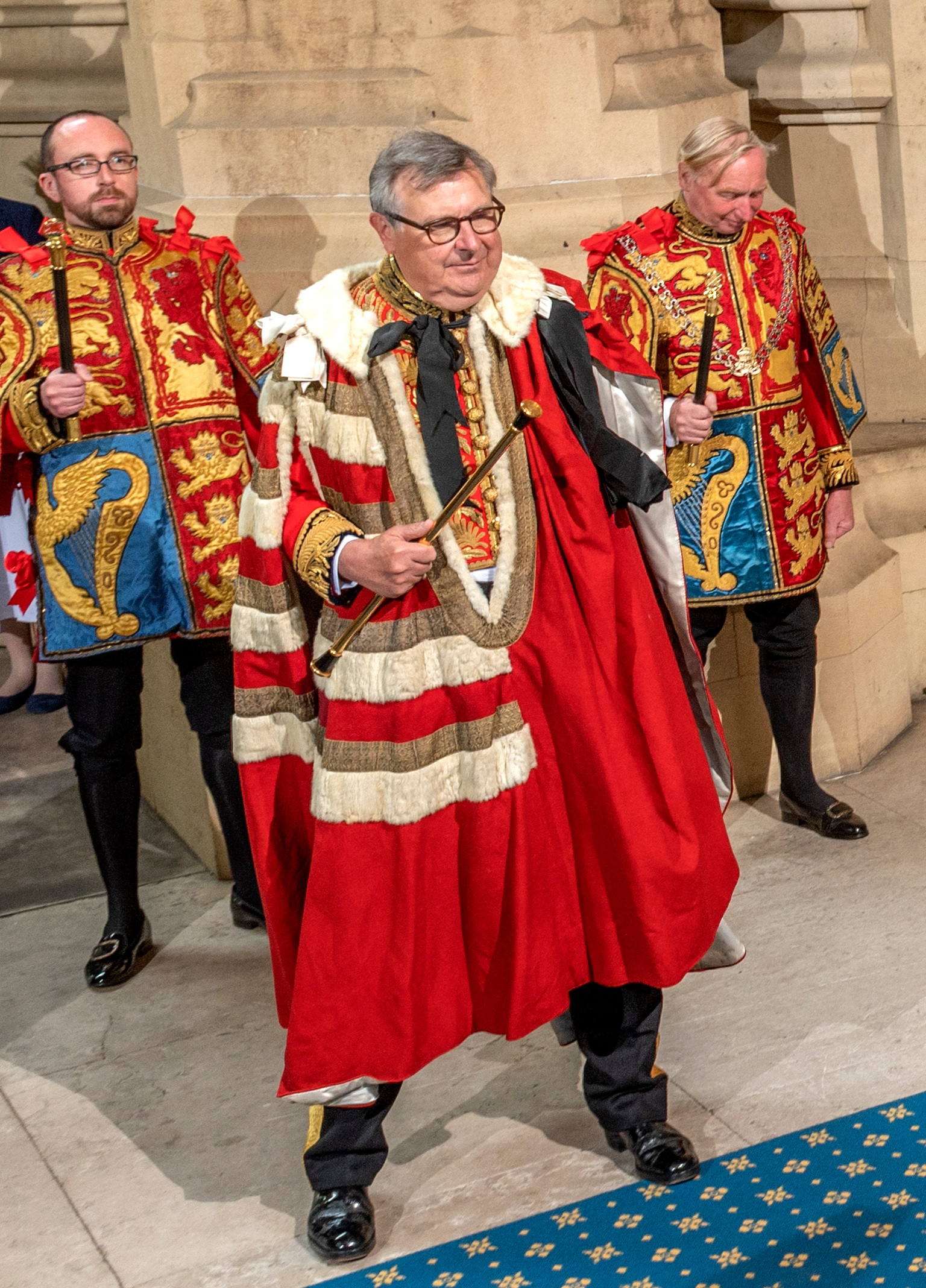
現在の紋章院総裁の第18代ノーフォーク公爵エドワード・フィッツアラン＝ハワード。  総裁の服飾の上に、議会用ローブを羽織る。後方に紋章官を従える。
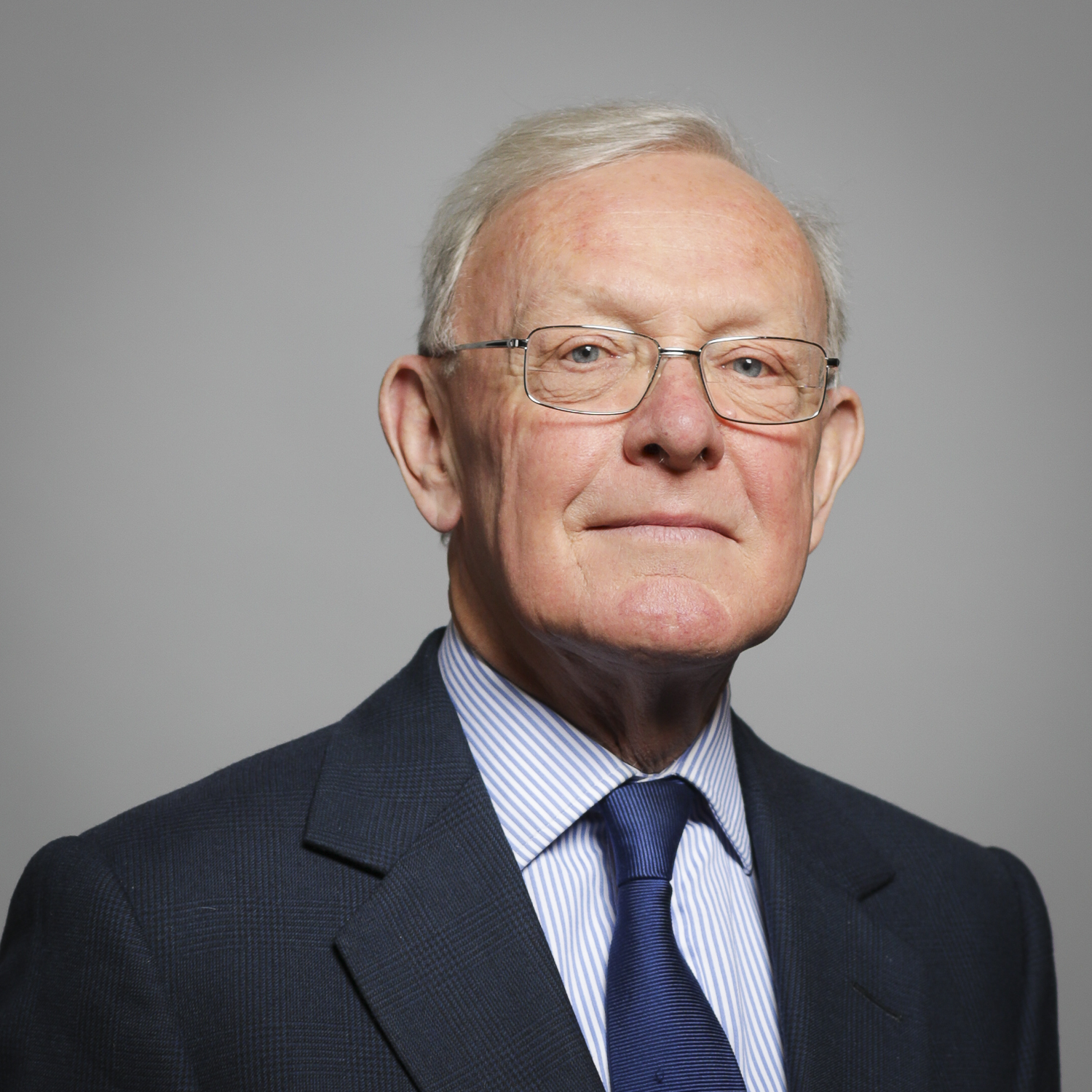
現在の式部卿の第7代キャリントン男爵ルパート・キャリントン。  国王即位（チャールズ3世以降）に伴って就任。
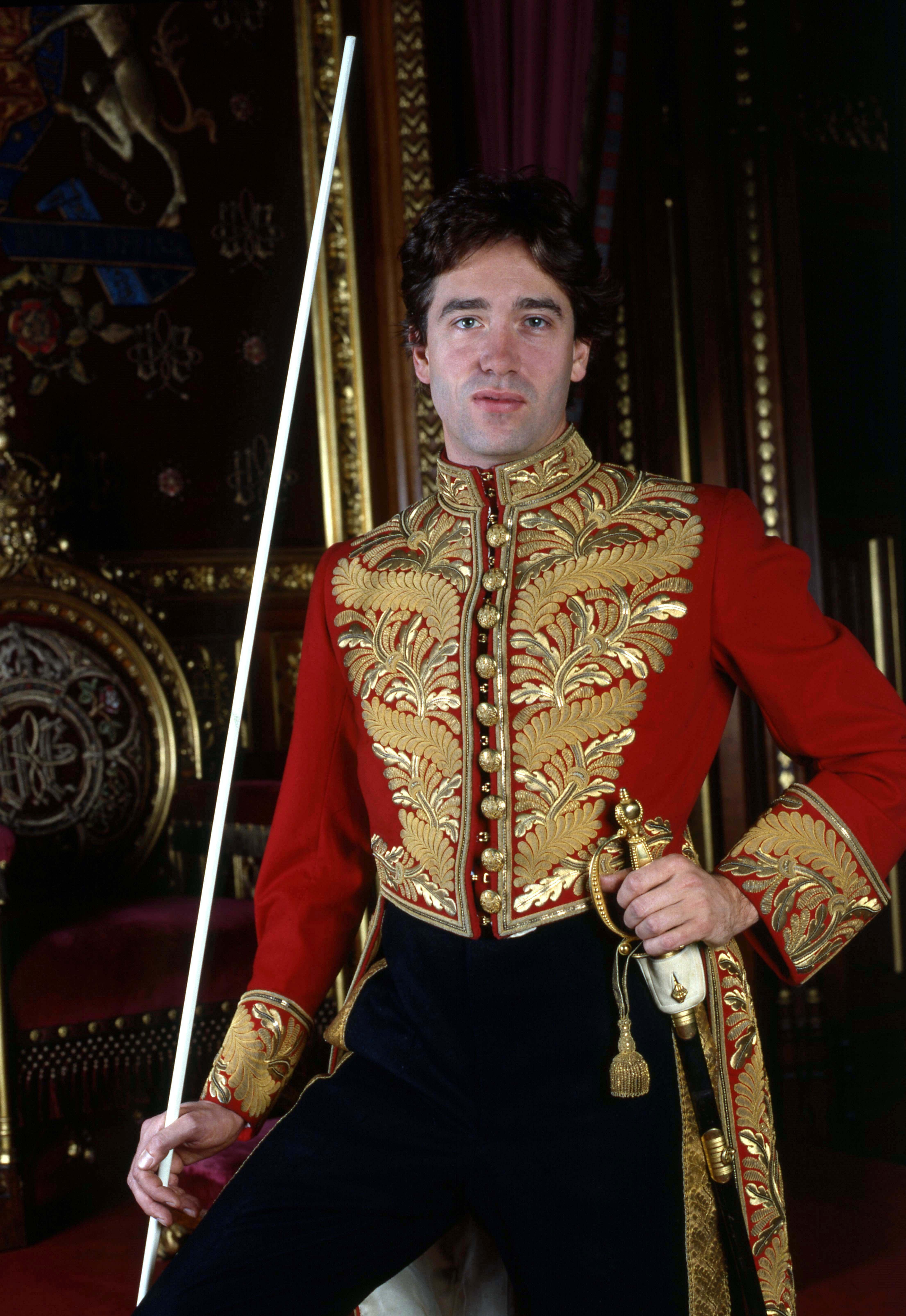
前任の式部卿の第7代チャムリー侯爵デイヴィッド・チャムリー。  式部卿として白い職杖を手に持つ。 式部卿は輪番制であり、将来、国王代替わりがあると、再びチャムリー侯爵家が式部卿を務める。
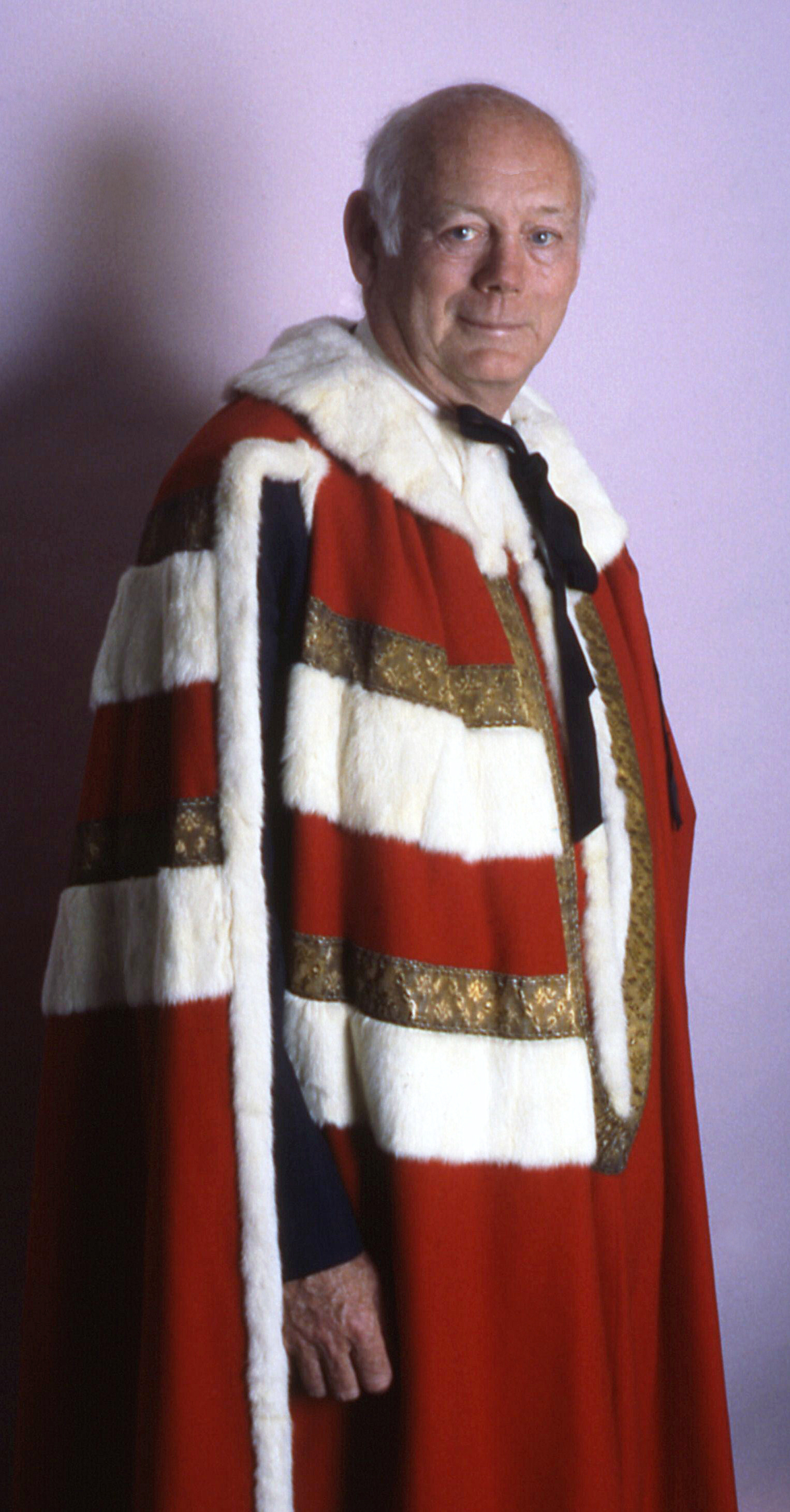
貴族院議員として議会用ローブをまとう第3代ボーリューのモンタギュー男爵エドワード・ダグラス＝スコット＝モンタギュー（英語版）。
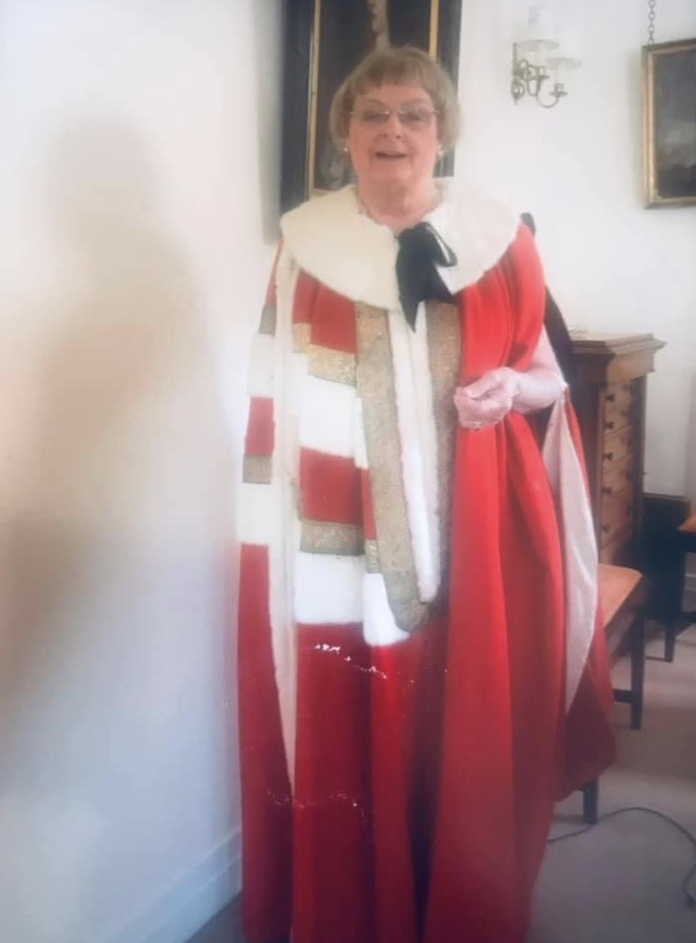
女性の世襲貴族（第21代ソルトーン女卿フローラ・フレイザー（英語版）。）

### 一代貴族
一代貴族（Life Peer）の先例は古くは14世紀から見られるが、現在のイギリスの一代貴族制度は1958年の一代貴族法に基づくものである。一代貴族は爵位を世襲できないが、終身で貴族院議員となる。彼らには爵位の等級はなく、全員が男爵である。
1999年の貴族院改革により、世襲貴族の議席は大幅に減り、一代貴族が大多数となった。これにより貴族院は「もっぱら先祖の活躍と地位のみに基づく」世襲貴族中心の議院から本人の実績や経験に基づく一代貴族が中心の議院へと転換された。
一代貴族は、首相の助言に基づく国王の勅許状によって叙爵される。首相による人選は首相独自の判断による場合もあれば、政府から独立した貴族院任命委員会の推薦に基づく場合もある。叙爵されるのは主に政界・官界・軍・司法界などで活躍した者であり、男女問わないが、叙爵に明確な基準があるわけではないため、首相の裁量権が大きくなりがちである。2014年現在のところ確立されている首相裁量権を制限する習律としては「政党政治的叙爵に際して首相は自らが所属する政党だけではなく、他の党の人間も叙爵しなければならない」ことと「クロスベンチャー議員（中立派議員　各分野の専門家が多い）の叙爵は首相の直接指名ではなく貴族院任命委員会の指名に依らなければならない」ことの2つがある。貴族院任命委員会は2000年に設立され、求人のような透明・厳格な過程でもって指名を公募し、また政党政治的指名に際してもその人物の「適格性」を評価する機能を持つ（ただしこの「適格性」評価はその人物が立派な人間であることを保証するためのものであり、議員資格に照らした適格性や任命数の統制などはこの機関では検討しない）。

一代貴族の授爵は首相退任時（退任する首相が次の首相に叙爵候補リストを残す）と総選挙時（引退を表明した庶民院議員たちを叙する）に行われることが多い。2010年の政権交代時には退任するブラウン労働党政権が通例を大きく超える32名の叙爵リスト（多くは労働党系　後任のキャメロンはうち29名の叙爵を女王に助言した）を残したため、「前回総選挙で各党が獲得した得票率を反映させる」ことを連立政権プログラムに掲げるキャメロン保守党・自民党連立政権としては、バランスをとるために与党系も大量に叙爵せざるをえなくなり、結果キャメロンの首相就任から1年以内に117人も一代貴族に叙され、2011年4月には一代貴族総数が792人に達した。現行制度だとこうした首相の「授爵合戦」が行われた場合に一代貴族が急増することが懸念されており、首相の裁量権を抑制する改革の必要性も唱えられている。

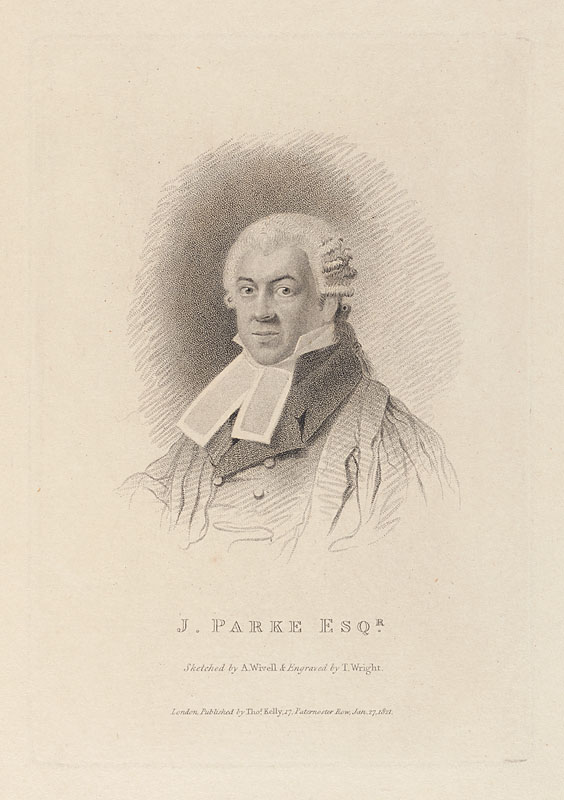
裁判官の初代ウェンスレーデール男爵ジェームズ・パーク（英語版）。彼への叙爵をめぐって、一代貴族論争が起きた。
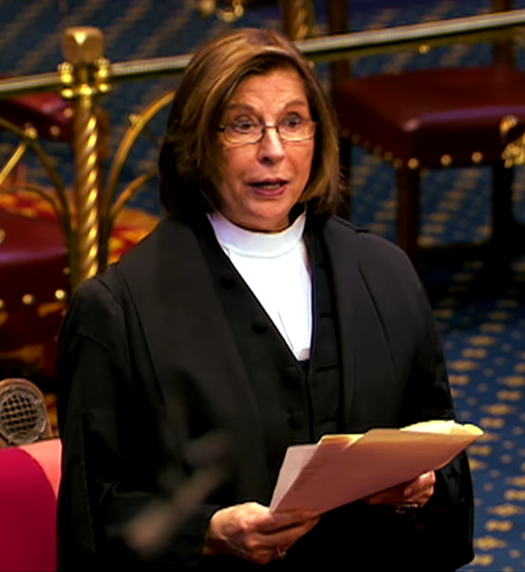
議事進行中のデ・スーザ女男爵フランセス・デ・スーザ 元貴族院議長。彼女も一代貴族である。
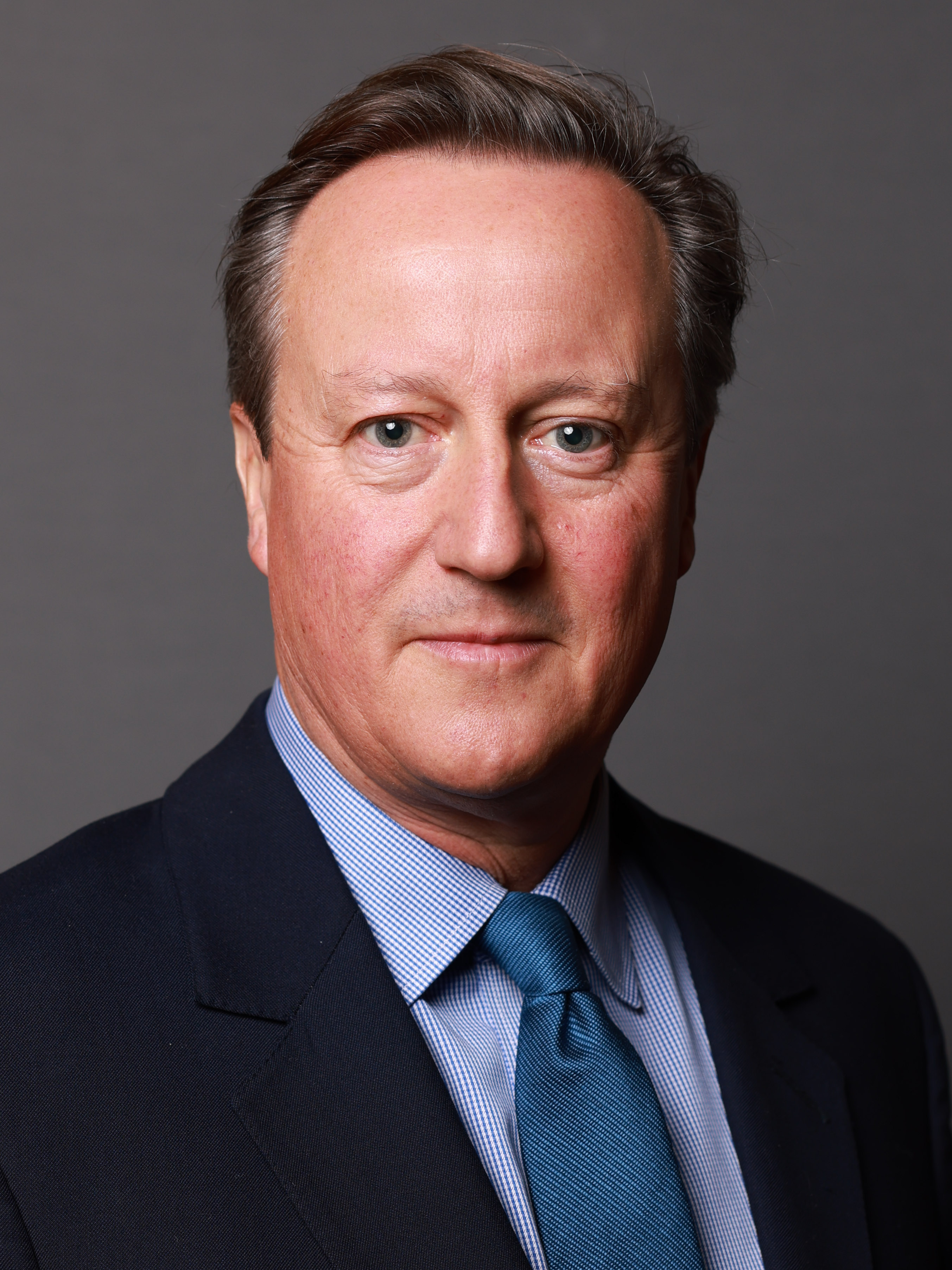
元首相デイヴィッド・キャメロン。引退していたが、政界復帰に伴い一代貴族（男爵）に叙されて、スナク政権下の外相に就任した。

### 法服貴族

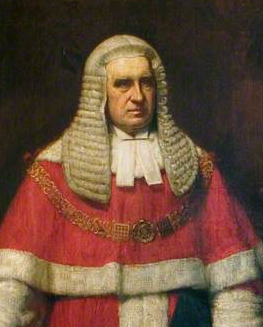
法服と鬘をまとう裁判官キルオーウェンのラッセル男爵。

イギリスでは中世から2009年まで貴族院が最高裁判所機能を有した。近代になると法曹の貴族院議員が必要との認識が高まり、1876年に上訴管轄権法が制定され、常任上訴貴族（法服貴族、Lords of Appeal in Ordinary）という一代貴族が置かれるようになった。一代貴族としてはこれが最初の制度である。略称で法服貴族（Law Lords）と呼ぶ。爵位は男爵である。法服貴族設置後はそれ以外の貴族院議員は貴族院の司法的機能に関与してはならないとの憲法慣習ができた。
この貴族は当初4人までとされていたが、その後、上訴管轄権法改正で徐々に増やされていき（1913年に6名、1929年に7名、1947年に9名）、1968年裁判法で11名に増員され、さらに1994年の裁判官定数令（Maximum Number of Judges Order）で12名になった。12人のうち2人はスコットランド高等法院出身者にするのが慣例だった。かつて裁判官は終身だったが、後に70歳の定年制が設けられた。しかし裁判官としての定年を迎えても一代貴族であることに変わりはないので貴族院議員としては終身である。
2005年の憲法改革法により2009年から連合王国最高裁判所（Supreme Court of the United Kingdom）が新設され、貴族院から最高裁判所機能が失われたのに伴い、今後新たに常任上訴貴族が任命されることは無くなった。
憲法改革法の規定により最初の最高裁判所裁判官12人は常任上訴貴族が横滑りすることになり、彼らはその間貴族院登院を停止されることになった。ただし常任上訴貴族が一代貴族であることは変わらないので、最高裁判所裁判官を辞すれば貴族院議員の地位が復活する。最高裁判所裁判官に転じた常任上訴貴族のうち2010年9月30日に最初に退任したニューディゲイトのサヴィル男爵マーク・サヴィルは、停止されていた貴族院登院を回復され、以降も退任によって同様に回復された。

### 聖職貴族

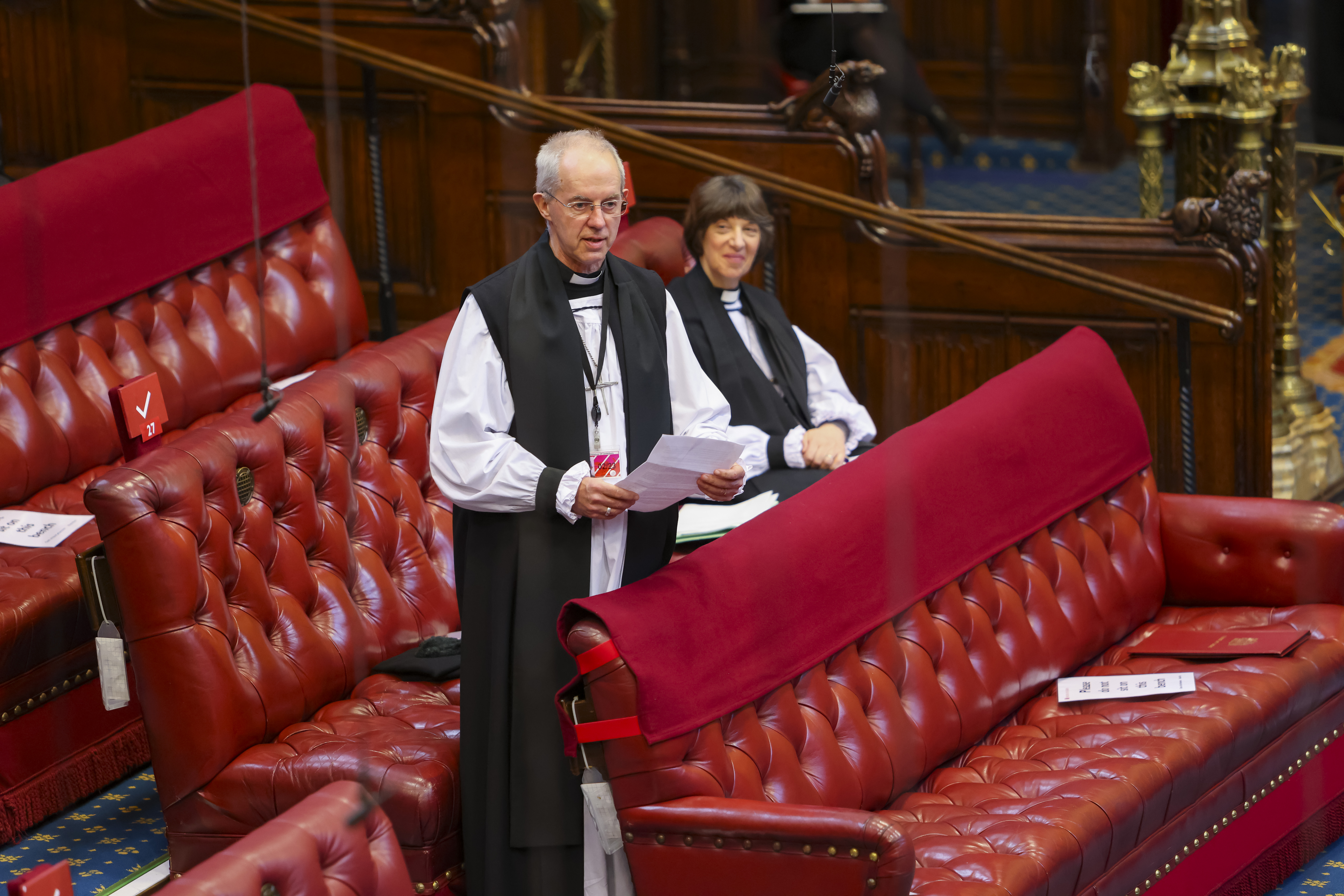
議場にて故・エディンバラ公の追悼演説を行う聖職貴族（カンタベリー大主教ジャスティン・ウェルビー）。

国教会の高位聖職者であるカンタベリー大主教、ヨーク大主教、ロンドン主教、ダラム主教、ウィンチェスター主教の5人と、そのほかの教区主教のうち21名をあわせた計26名は聖職貴族（Lords Spiritual）として貴族院に議席を保有する。なお、聖職貴族以外の貴族院議員（世襲貴族・一代貴族・常任上訴貴族）は聖職貴族に対して世俗貴族（Lords Temporal）と呼ばれる。
高位聖職者5人以外の議席は、貴族院議員たる教区主教の死亡・退任によって先任順に次の教区主教が貴族院議員となる。ただし、2014年に女性の主教就任が認められると2015年聖職貴族(女性)法が制定され、2015年から10年間は女性主教が優先的に貴族院議員となることが定められた。
聖職貴族の議席は聖職者個人ではなくその主教位によるため、彼らは主教に留まっている間のみ貴族院議員であり、主教を辞すと貴族院議員たる地位も失う。また、主教位が変わった時にはその都度貴族院に紹介されて宣誓することになる。例えばカンタベリー大主教ジャスティン・ウェルビーは、2012年にダラム主教として、2013年にカンタベリー大主教として、それぞれ貴族院に紹介され、宣誓している。主教には70歳の定年が設けられているので、それまでには辞職することになるが、カンタベリー大主教とヨーク大主教のみは大主教を退いた後に一代貴族に列するのが例となっている。
聖職貴族は院内で一つに固まって独自会派を形成しているが、中立派（クロスベンチャー）と同様に特定の政策に対して党議拘束を行っていない。
貴族院議員たる国教会聖職者は庶民院議員資格を有さないが、貴族院議員でない国教会聖職者は2001年から庶民院議員資格を有する。

聖職貴族は世俗貴族（世襲貴族・一代貴族）が急増した近現代においては貴族院の少数勢力に過ぎないが、中世の頃には世襲貴族の数が少なかったために貴族院の半分以上を占めている時期もあった。たとえばヘンリー8世即位時（1509年）の貴族院は世襲貴族36人と聖職貴族48人で構成されていた。現行の26人という聖職貴族の議員数は1878年主教職法（Bishoprics Act 1878）の定めによる。

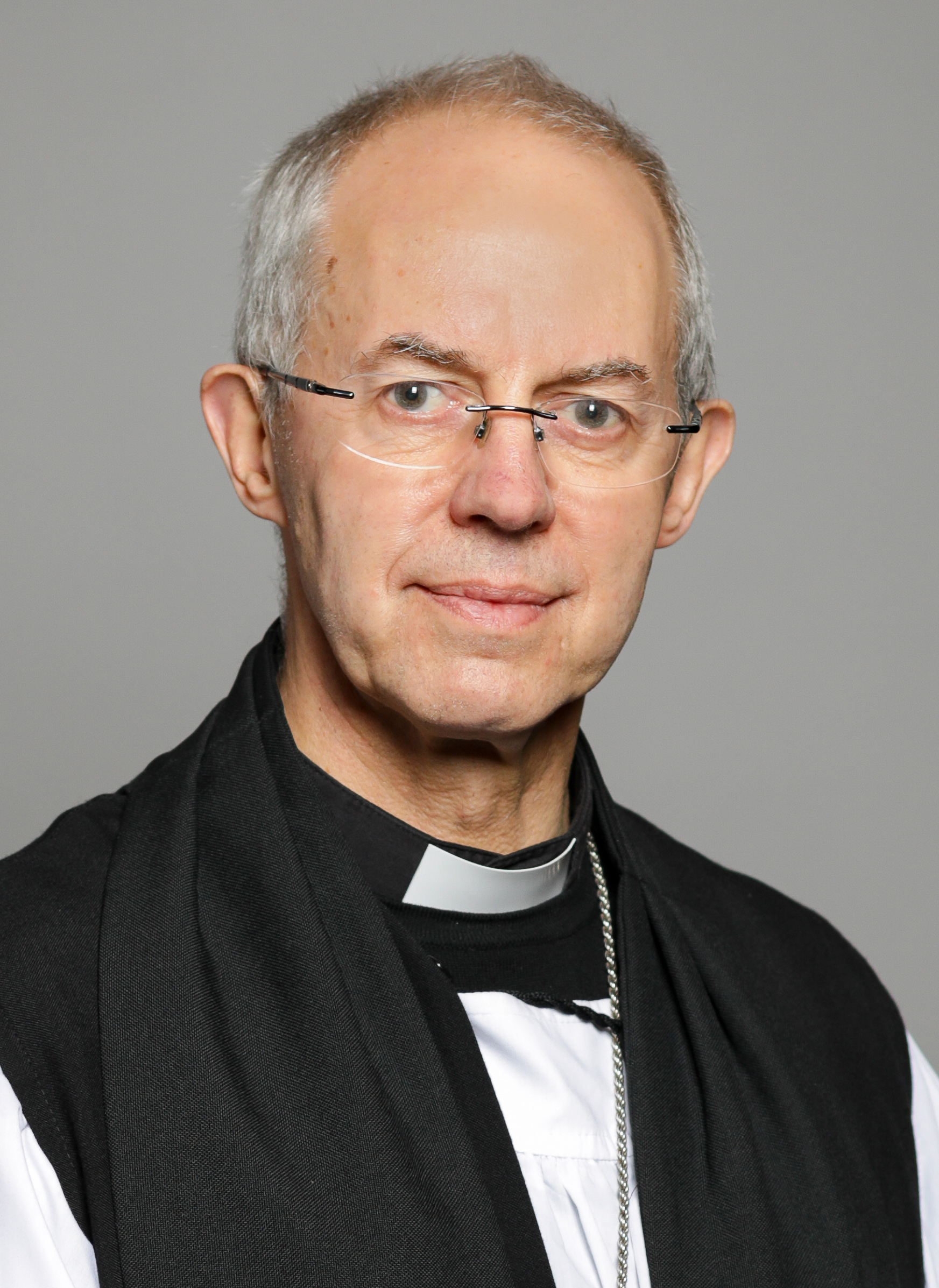
現在のカンタベリー大主教ジャスティン・ウェルビー
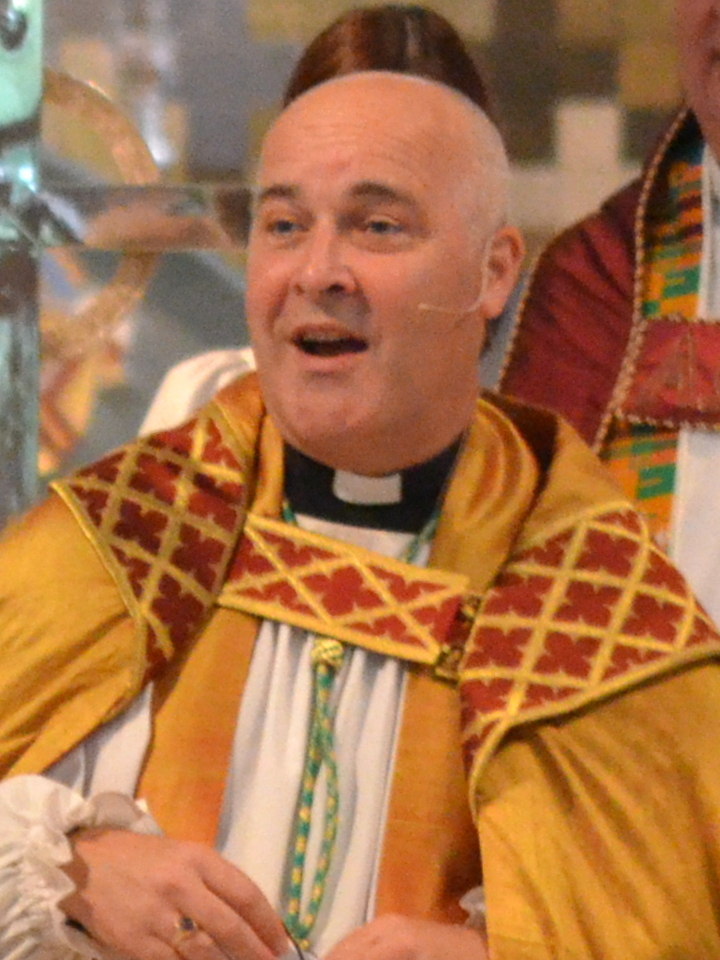
ヨーク大主教ステファン・コットレル（英語版）
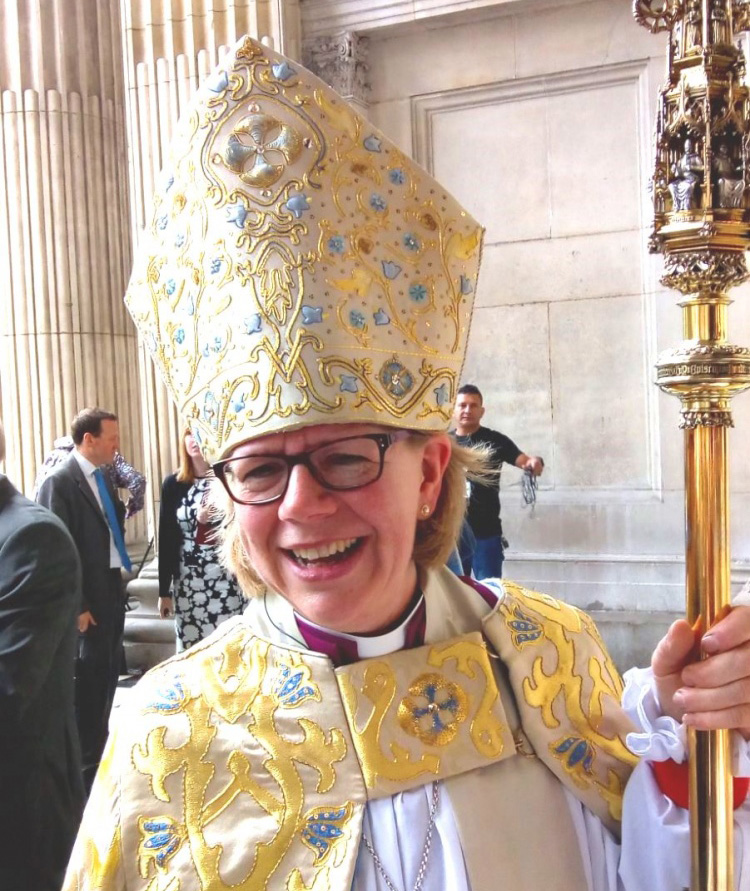
ロンドン主教（英語版）サラ・マラリー（英語版）
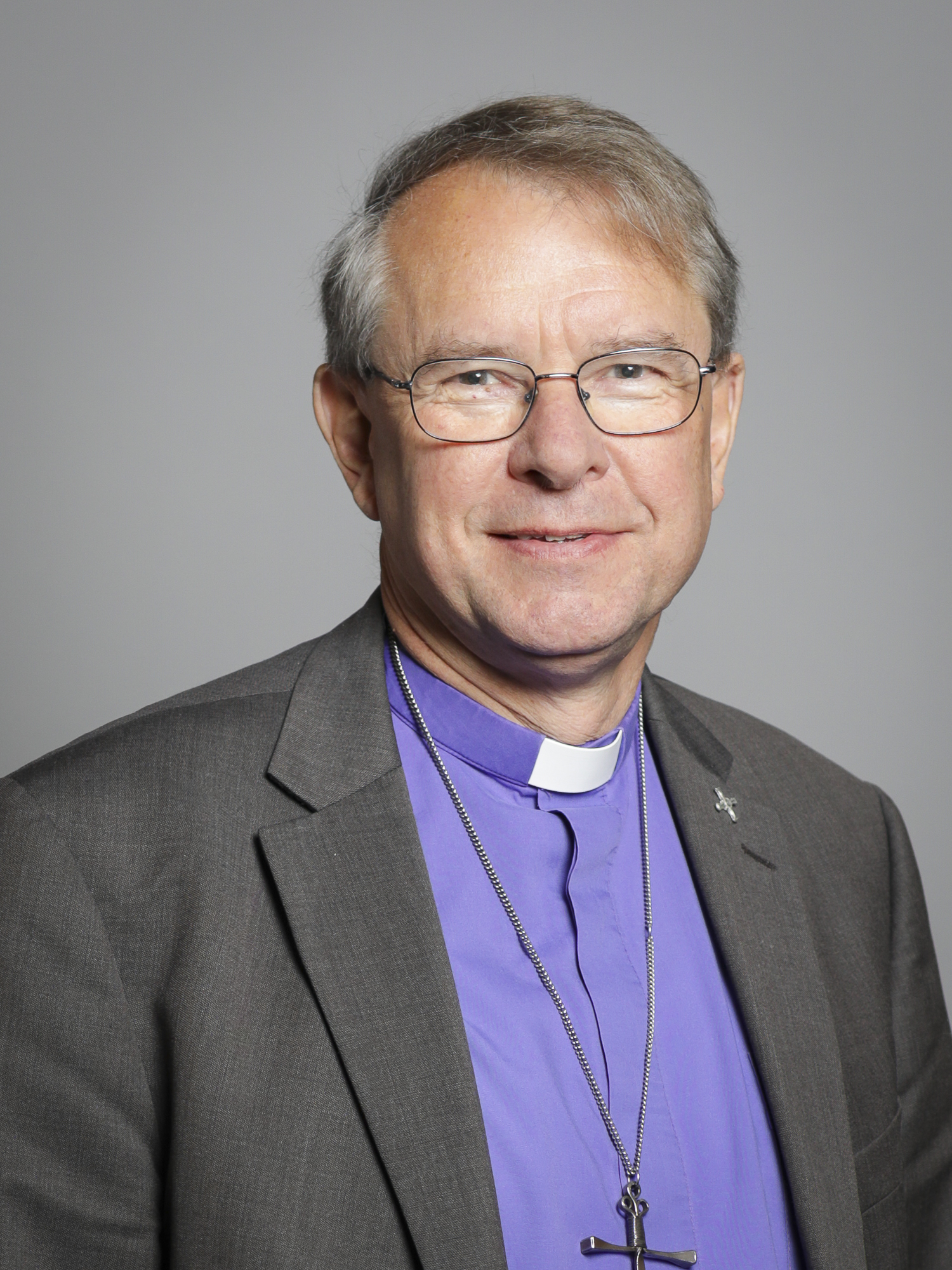
ダラム主教（英語版）ポール・バトラー（英語版）
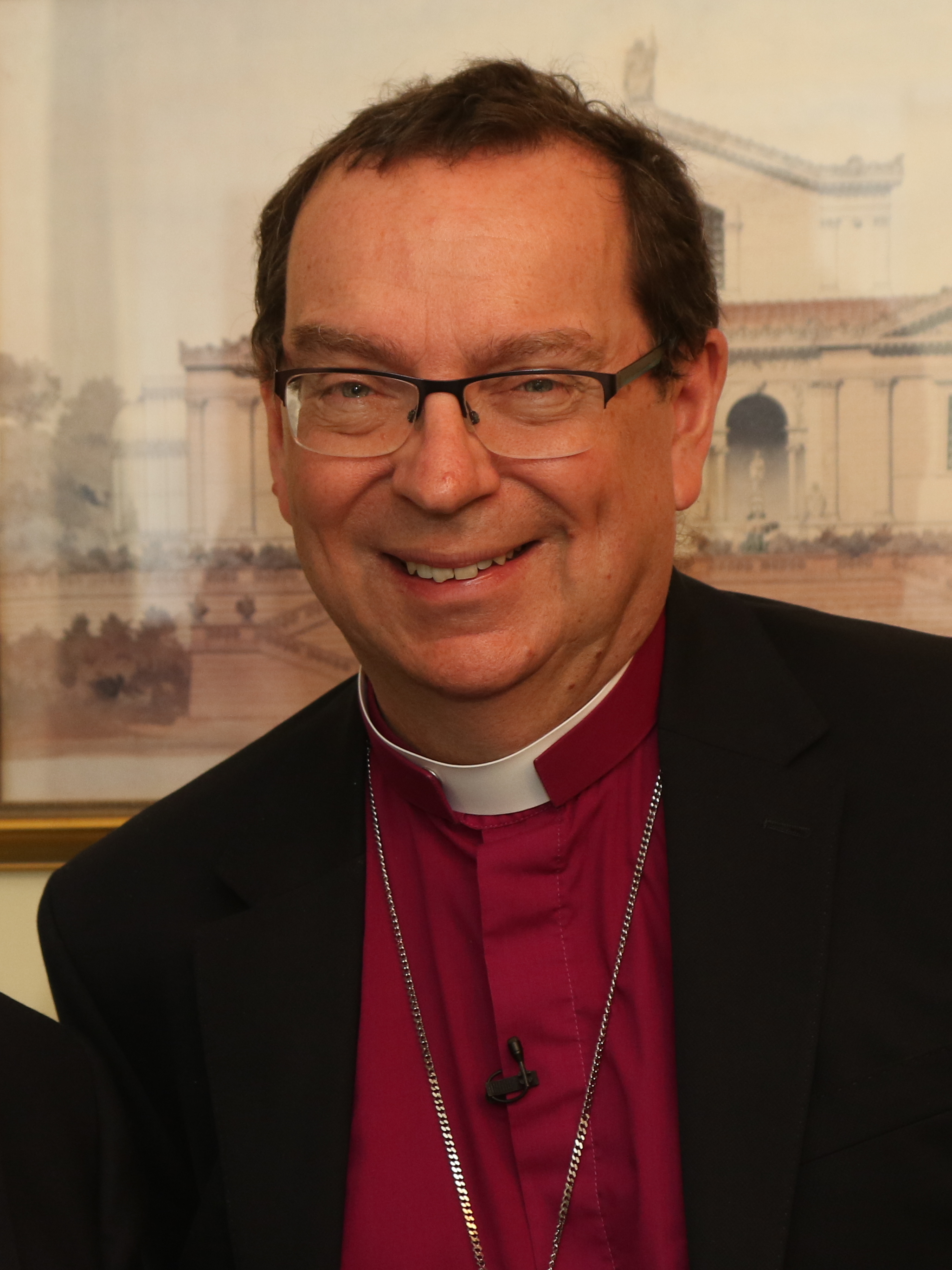
ウィンチェスター主教（英語版）フィリップ・モンステファン（英語版）

## 運営

### 法案審議手続き

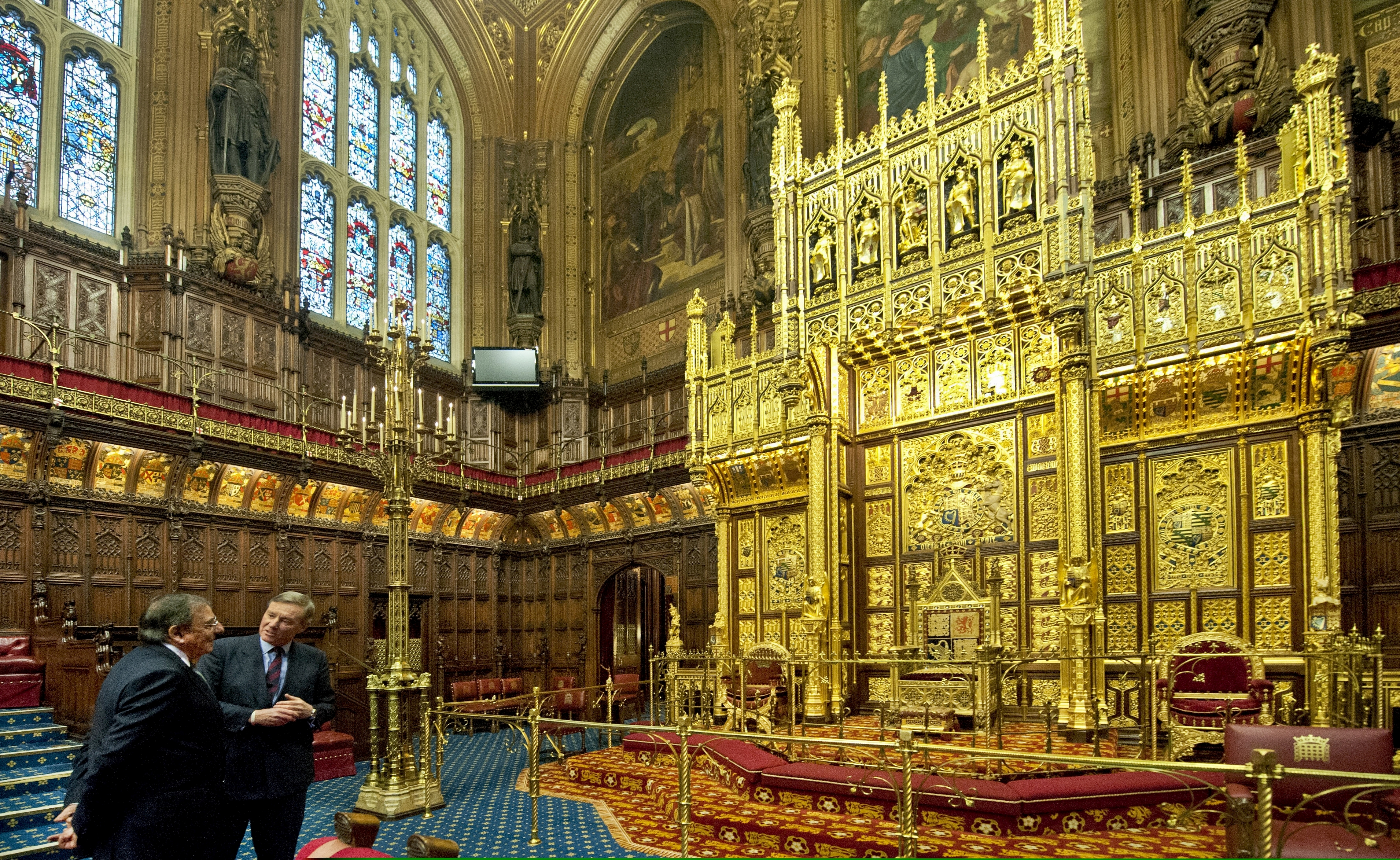
貴族院議場にある国王の玉座。
2013年1月18日、訪英中のアメリカ合衆国国防長官レオン・パネッタの貴族院見学を案内するイギリス軍事担当閣外大臣アンドリュー・ロバサン。

財政法案（Finance act）については庶民院が先議権を有する。また議会法の規定に基づき、財政法案の中でも歳入・歳出のみに関する金銭法案（Money Bill）については貴族院は1か月の遅延権を有するのみで一切修正することができない。非財政法案は庶民院・貴族院どちらから先議しても構わない。法案が財政法案に当たるかどうか判断する権限は議会法の規定により庶民院議長にある。論争的でない法案は貴族院で先議されることが多く、政府提出法案の約3分の1は貴族院で先議されている。法案審議の方法は貴族院も庶民院も大きな差異はないが、庶民院で先議していた場合は貴族院での審議は比較的簡潔に行われる。
実際に法案を議会に提出する前に政府は法案骨子をグリーン・ペーパーとして公開する。またそれに対する各方面からの意見を考慮ないし反論して政策意図を世に問うホワイト・ペーパー（白書）を公開する。イギリスでは法案を議会に提出した後に法案やその審議を批判することは議会侮辱に相当する可能性があるため、このように法案提出前に法案の詳細を公開することで国民やマスコミの批評を受け付ける。またこの段階から議会での討論も受けるので、国民・マスコミからの批評に政府がいかに答えるかが議会内での与野党討論・修正動議提出に影響を与える。
このやりとりを経て法案は庶民院もしくは貴族院に提出される。貴族院では、大法官（2005年まで。以降は、貴族院議員が就任した場合で以下の役を兼務していない場合）・貴族院院内総務・名誉帯剣紳士隊長（貴族院与党院内幹事長）・国王警護ヨーマン隊長（貴族院与党院内副幹事長）・侍従たる議員（貴族院与党院内幹事）などに任命された与党貴族院議員たちが法案可決のための院内交渉に当たる。
貴族院は庶民院と同様に本会議中心主義（読会制）で運営されている。第一読会は形式的なやり取りだけで終わり、法案はただちに第二読会へ送付される。第二読会は法案の概要や目的について討議し、「第二読会を終了する」との動議が可決されると委員会へ送付される。委員会では法案の内容に応じて常任委員会、全院委員会、特別常任委員会のいずれかに送付され、そこで討議されて修正を受ける。貴族院では大抵の場合、全院委員会に送付されている（貴族院議員は登院者がそれほど多くないので全院委員会で行っても弊害が少ない）。なお全院委員会以外で修正された法案は本会議に報告され、本会議の再考慮を仰ぐ。委員会に出席しなかった議員に発言の機会を与えるためである（全院委員会の場合はこの段階は省略）。続いて第三読会にかけられる。庶民院における第三読会は形式的なものだが、貴族院ではここでも修正討論が行われる。「第三読会を終了する」との動議が可決されると法案はその院を通過する。
ほとんどの場合、法案は庶民院においても貴族院においても修正を受ける。庶民院では政治的な観点での修正が主だが、貴族院では字句の整合性・法理的整合性の観点からの修正が主である。そのため貴族院での修正討論は細部にまでわたることが多い。貴族院は政治的な修正はほとんどしないので庶民院に送付されても賛成を得られるのが通常である。庶民院が貴族院の修正を否決した場合は庶民院は貴族院に否決理由を述べて再審議を要求するが、それでも両院が合意できなければ議会法に基づく処置がなされる。ただし現実には議会法の定めが利用されることはほとんどなく、庶民院が貴族院の修正を否決して貴族院に戻した場合は、貴族院はそれに賛成して対決を避けるのが一般的である。
貴族院での表決方法には発声表決と分列表決が取られている。発声表決とは貴族院議長の呼びかけに対して議員たちが「Content（賛成）」「Not Content（反対）」と声を上げ、議長が声の大きい方を可決させる表決方法である。その議長判断に対して異議が出された場合は分列表決が行われる。これは賛否に応じて二列に分かれた議員たちが議場の左右に存在する賛成者用廊下と反対者用廊下を通過して別々の入口から再度貴族院議場に入場し、その際に計算係（tellers）が数を数えてその人数の大小で表決する方法である。

### かつての最高裁判所機能について

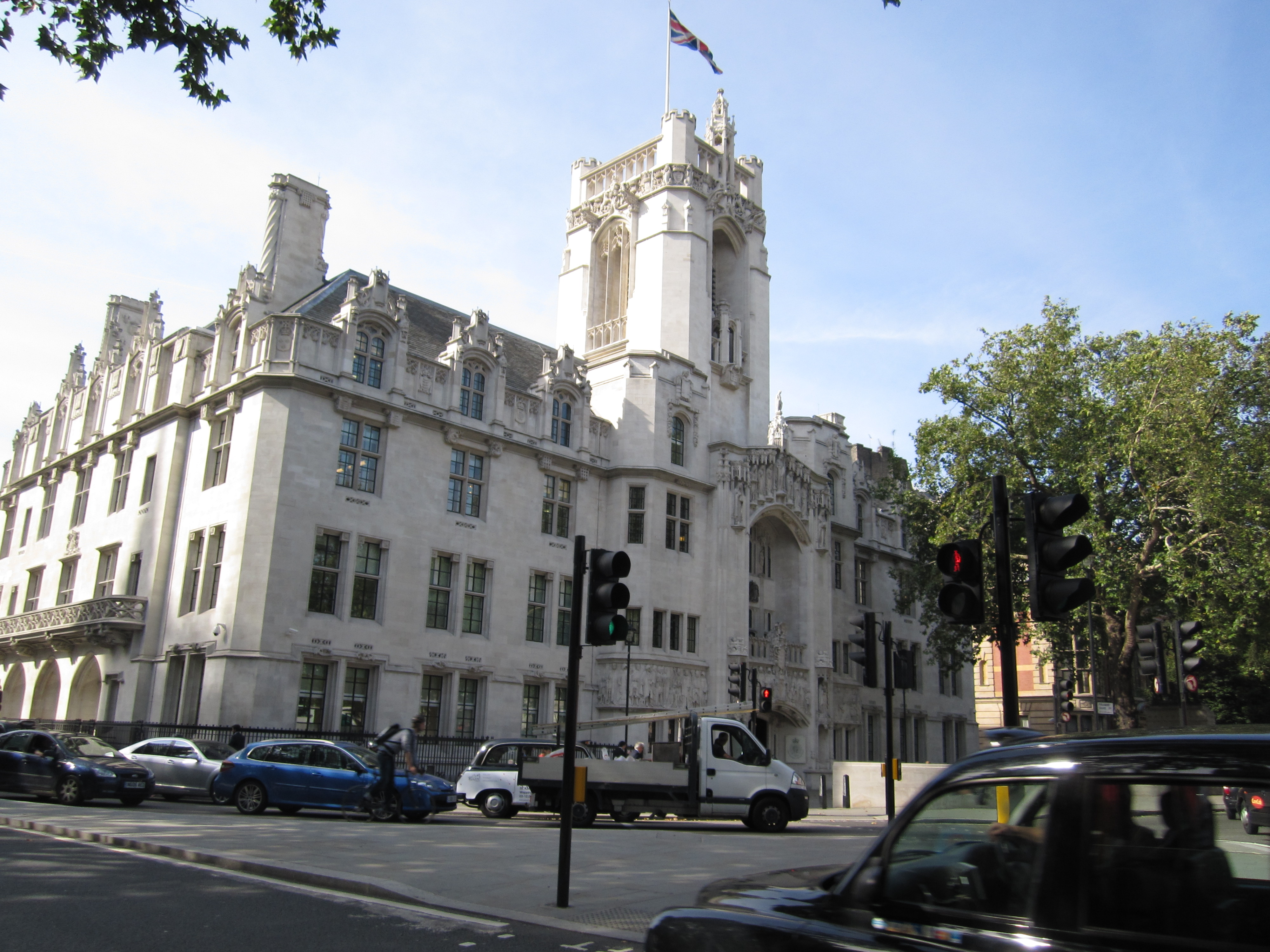
連合王国最高裁判所

2009年まで保持された貴族院の上訴裁判権は、14世紀中に確立されたものである。
貴族院の上訴管轄権は古くはイングランド王国内の裁判所（とりわけ王座裁判所）の上訴に限られていたが、ウェールズやアイルランドの属領化でこれらの地域の裁判所の上訴案件も扱うようになり、さらに1707年のスコットランド統合でスコットランド高等法院からの上訴案件も扱うようになった（ただしスコットランド高等法院の上訴は民事のみだった）。アイルランドの上訴管轄権は、1783年に一時アイルランド貴族院へ移管されたものの、1800年のアイルランド統合で結局イギリス貴族院へ戻っている。
上訴裁判権は貴族院の一部ではなく、貴族院全体に属するのが原則であるが、1844年の判例以降、上訴案件を扱う時の貴族院の審議は法律に明るい貴族院議員のみで行う慣例ができた。しかしそうそう法律に明るい貴族院議員がいるわけではないので、1876年には上訴管轄権法が制定され、司法官僚が法服貴族（一代貴族）として貴族院議員に登用されるようになった。
1948年まで上訴案件の審議は、貴族院全体が上訴案件を裁くという形式を重んじて貴族院本会議場で行われていた。しかし戦時中に庶民院本会議場が空襲で焼失し、貴族院本会議場が庶民院の仮議場として使われるようになったのを機に上訴案件審議は委員会室で行われるようになり、1948年5月にはこれを常態化させる形で委員会室を使う事が定められた（「上訴委員会（Appellate Committee）」と呼ばれる）。1960年代には第二上訴委員会も設置され、同時並行で二案件を審議できるようになった。上訴委員会は通常5人の法服貴族（難しい問題では7人）で法廷を構成した。ただし上訴委員会で判決を下すことはできず、上訴委員会は報告を本会議に送り、本会議での採決によって判決が下された。
しかし上院が最高裁判所機能を有するというのは、近代立憲主義の憲法原則とされる権力分立の観点からは問題視され、ヨーロッパ人権条約（第6条で「法律にもとづいて設置された裁判所において独立した公平な裁判を受ける権利が保障される」べきことを要請）をはじめとするEU法体系にも抵触する可能性が高かった。そのためトニー・ブレア政権は2005年に憲法改革法を制定。これに基づいて2009年10月1日をもって貴族院の最高裁判所権能は連合王国最高裁判所に移行することとなった。

### 行政権との関係
慣習により現在のイギリス政府は庶民院の信任を背景に成立しているが、貴族院の信任を受ける必要はないと考えられている。20世紀を通じて労働党政権時も貴族院は常に保守党によって多数を握られていたし、1999年貴族院改革以降の貴族院はどこの党も多数派になっていないためである。
また非公選制議会たる貴族院が問責動議を可決させるべきではないというのは貴族院内で広く認識されており、20世紀中に貴族院で問責動議が可決されたことはない。同様に内閣不信任決議を行った事もない。1993年に貴族院から内閣不信任動議が出されたことはあるものの、可決に至っていない。万が一可決された場合どうなるかは分からない。貴族院の内閣不信任は首相に辞任を強制する力はないかもしれないが、1世紀以上可決された事例がないので不明である。
19世紀までさかのぼると1864年7月に庶民院・貴族院両方で行われた第3代パーマストン子爵ヘンリー・ジョン・テンプル内閣に対する不信任動議採決で、庶民院では否決、貴族院では可決という結果が出たが、パーマストン卿は庶民院の採決の方が重いとして総辞職を拒否した事例が存在する。

### 貴族院及び貴族院議員の特権・待遇・条件など

#### 特権
歴史的に貴族院は王権と対立することが少なかったので、貴族院議員には議員特権意識は薄いが、院の自律権と貴族固有の権利として以下のような特権を保持している。
- 貴族とその従者は不可侵権（不逮捕特権）が認められている。1700年と1703年の慣習及び制定法を根拠とする。近時の例では1963年に裁判所命令違反と裁判所侮辱で民事逮捕されそうになった貴族が貴族不可侵権を主張して逮捕を免れた例（ストートン男爵事件）が存在する[104]。ただし、1989年に金銭未払にかかる裁判所命令違反により逮捕寸前となった貴族については「（貴族院議員のマンクロフト男爵は本件について）議員不逮捕特権の保護を受けない」との裁判所判断がなされており[104][105]、一貫的ではない。（バークレイズ 対 マンクロフト卿事件）また、刑事事件の逮捕に対しては不可侵権を主張できない。この場合は会期中であっても逮捕される（庶民院議員も同様）[106]。
- かつては慣習上の貴族の特権として、一般刑事犯罪のうち、国事犯罪、重罪、不法投獄罪に問われている場合は、裁判所ではなく貴族院で裁かれた。その最後の例は1935年の殺人事件である。しかし1948年の刑法で貴族も一般裁判所で裁かれることになった[106]。
- 貴族院も庶民院も院内における言論の自由を有する。これは14世紀末以来の慣例であり、1689年の権利章典9項において明文化されたことで確固たる物となった[107]。具体的には両院の議員が議会内で行った言論・審議について議会外で責任を問われない権利（院内で違法な言論を行ったとしても刑事訴追も民事訴追もされない。ただし議会から懲罰はされうる[108]）、審議を非公開にする権利、審議の模様を伝える情報手段を統制する権利の3つである[109]。
- 貴族院および貴族全員が、王への拝謁権を有する。庶民院も院全体としては王への拝謁権を有するが（庶民院議長が行使できる）、個々の庶民院議員には拝謁権は認められていない。対して貴族は個々が王への拝謁権が認められている。ただ現代では国王の政治的権力が制限されているので、拝謁権を行使しても事実上意味がない[110]。
- 庶民院と同様に議院として院内の議事を定める権利を有する。これに基づき院内を自治することができ、王権も裁判所もそれに介入することはできない[106]。
- 庶民院と同様に院や議員の特権への侵害、院への侮辱（英語版）に対して加罰権を有する。被告は議員であるなしを問わない。被告の逮捕は院の議長の発する逮捕令状に基づいて黒杖官によって行われる（警察の協力も得る）。院の委員会で証人喚問などの審議が行った後、本会議で裁判を行う。有罪判決が下った被告には罰を与えることができる。どのような罰が下されるかは両院ごとに時代によって異なるが、大体の場合、投獄（議会はこのためにビッグベンの下に牢獄を用意している）・罰金・譴責・訓戒などの罰が下される。被告が議員だった時は登院停止や議員資格はく奪などの罰もありえる[111]。実際の議会侮辱の懲罰例は1880年が最後となっている[112]。

#### 待遇
貴族院議員は、無報酬である。ただし、日当、旅費などを受け取ることができる。日当は、166 ポンドまたは 332 ポンドの出席手当を受け取ることができる。対して庶民院議員は1911年以降報酬が出されている。貴族院議員や1911年以前の庶民院議員が無報酬であるのは彼らのほとんどが大地主あるいは企業経営者の一族であって、巨額の資産を持っているからである。20世紀以降台頭した労働党の議員はそうではない者が多く、労働組合からの政治献金で生計を立てていたが、労働組合の資金を政治献金に使うことを禁じる貴族院判決が出たことでそれが成り立たなくなり、代わりの救済措置として1911年から庶民院議員のみ報酬が出されるようになった。一方、貴族院議員は一代貴族であってもそれ以前の職業生活の中での蓄えと一般よりはるかに高い年金があるために無報酬でもやっていけるため、現在でも無報酬となっている。
聖職貴族以外の貴族院議員は原則として終身であり、辞職や除名といった制度はなく、特定の場合に議員資格を停止されるか「請暇の許可(leave of absence)」の申請ができるだけであった。この従来の制度は2014年貴族院改革法制定に伴って、一定条件下における失職を認めるように改善された。加えて、翌年に成立した2015年貴族院法は貴族院の議決によって、議員の除名及び登院停止を認めるに至った。
貴族院議員は庶民院の選挙権および庶民院議員資格を有さない（貴族院議員ではない貴族・国教会聖職者は有する）。

#### 条件
貴族院議員たる地位を認められない事由として「1. 外国人、2. 二十一歳以下、3. 大逆罪に問われた者のうち刑の執行か恩赦を受けていない者、4. 不行跡で破産した者（不運で破産した者は問題にされない）、5. 貴族院の決定で追放された者」が定められている。
裁判官の職にある者、庶民院議員である者、欧州議会議員である者は貴族院議員になれない。
また国教徒以外の者（非国教徒、カトリック、ユダヤ教徒など）は両院から議員資格を認められなかった時期がある。イギリスでは16世紀のテューダー朝（ヘンリー8世とエリザベス1世）によってプロテスタントの国教が定められて以降「プロテスタント王国」たることが国体の支柱だった。そのため1678年には審査法が制定され、両院議員から国教徒以外の者は排除された。この状態は1世紀以上続いたが、非国教徒は1828年の審査法廃止によって、カトリックは1829年のカトリック救済法によって、ユダヤ教徒は1858年のユダヤ人救済法によってそれぞれ議員資格を認められた。
議員となった者（貴族院・庶民院問わず）は、新議会の最初の出席や王位継承があった場合に以下の忠誠宣誓を行わなければ、議院に出席し表決に参加することはできない。宣誓は以下のとおりである。

## 貴族院の役職

### 貴族院議長

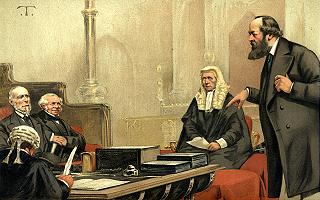
貴族院で演説する保守党貴族院院内総務ソールズベリー侯爵と自由党席からそれを聞く海軍大臣ノースブルック伯爵と外務大臣グランヴィル伯爵。議長席に座っているのが大法官（貴族院議長）セルボーン伯爵（1882年7月5日の『バニティ・フェア』誌の挿絵）。

中世から2009年まで貴族院議長は大法官 （Lord Chancellor） が務めた。大法官は605年まで遡る事ができると言われる最も歴史ある官職であるため、現在でも臣下の宮中序列ではカンタベリー大主教に次ぐ第2位とされており、首相よりも上位者である。大法官は貴族院において議長と裁判長（貴族院は2009年まで最高裁判所であった）を務めつつ、内閣においては法務大臣的閣僚職を務める。つまり立法権と司法権の頂点に立ち、行政でも要職にあり、また裁判官の任免権も持っていたので司法行政権能もあった。そのため三権分立論者からは最大の批判の対象となってきた。
2003年3月には欧州評議会がイギリス政府は大法官の権能を修正すべき旨の決議を行っている。
これを受けて、2005年の憲法改革法によって大法官の地位も変更されることとなった。貴族院議長たる地位を失い、また2009年から連合王国最高裁判所が新設されるのに伴って司法機能も喪失した。
これ以降、貴族院議長（Lord Speaker）は貴族院議員からの互選で選出されることになった。最初の貴族院議長選挙は2006年に実施された。

貴族院議長の任期は5年であり、2期まで務めることができる。貴族院議長は党派的行動を取らないことが期待される。貴族院議長は大法官以来の沿革で庶民院議長と異なり、院の秩序を保つ権利を有しない。その権利は院全体が有する（つまり貴族院の秩序や討議準則の維持は全出席議員の責任）。

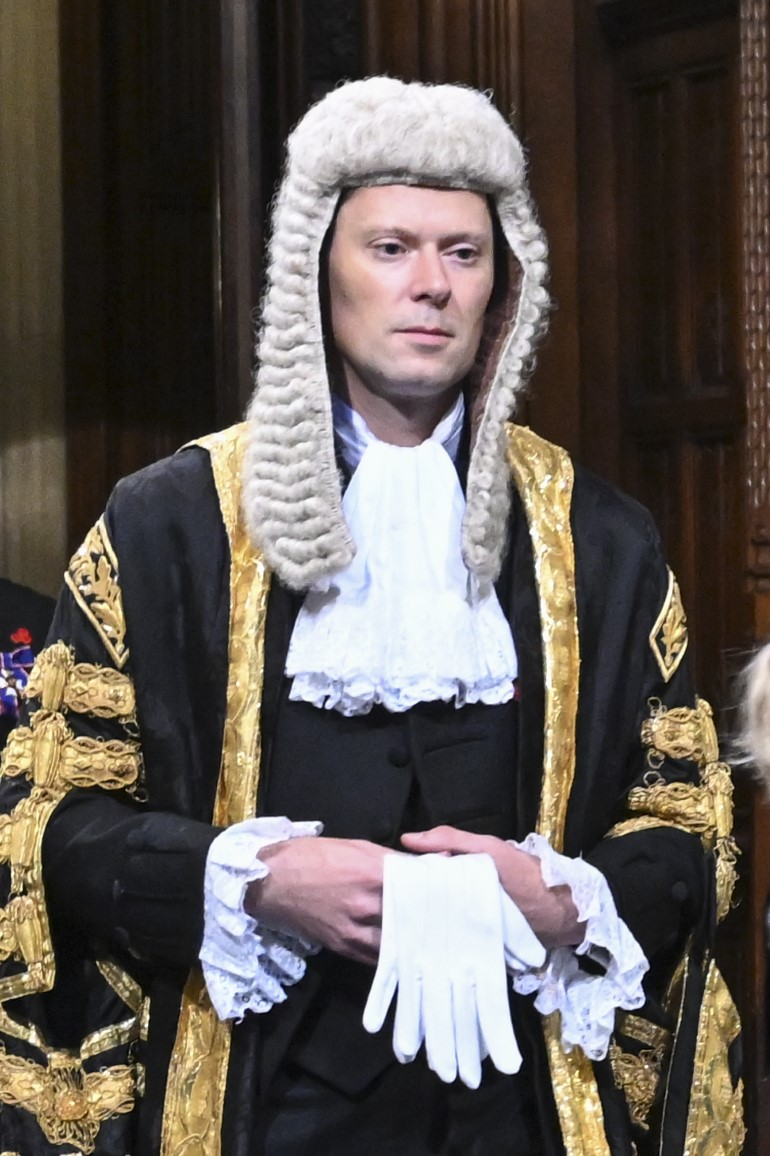
前・大法官アレックス・チョーク（英語版）。中世から2009年まで貴族院議長を兼ねた。  なお大法官は、序列第2位の国務大官である。
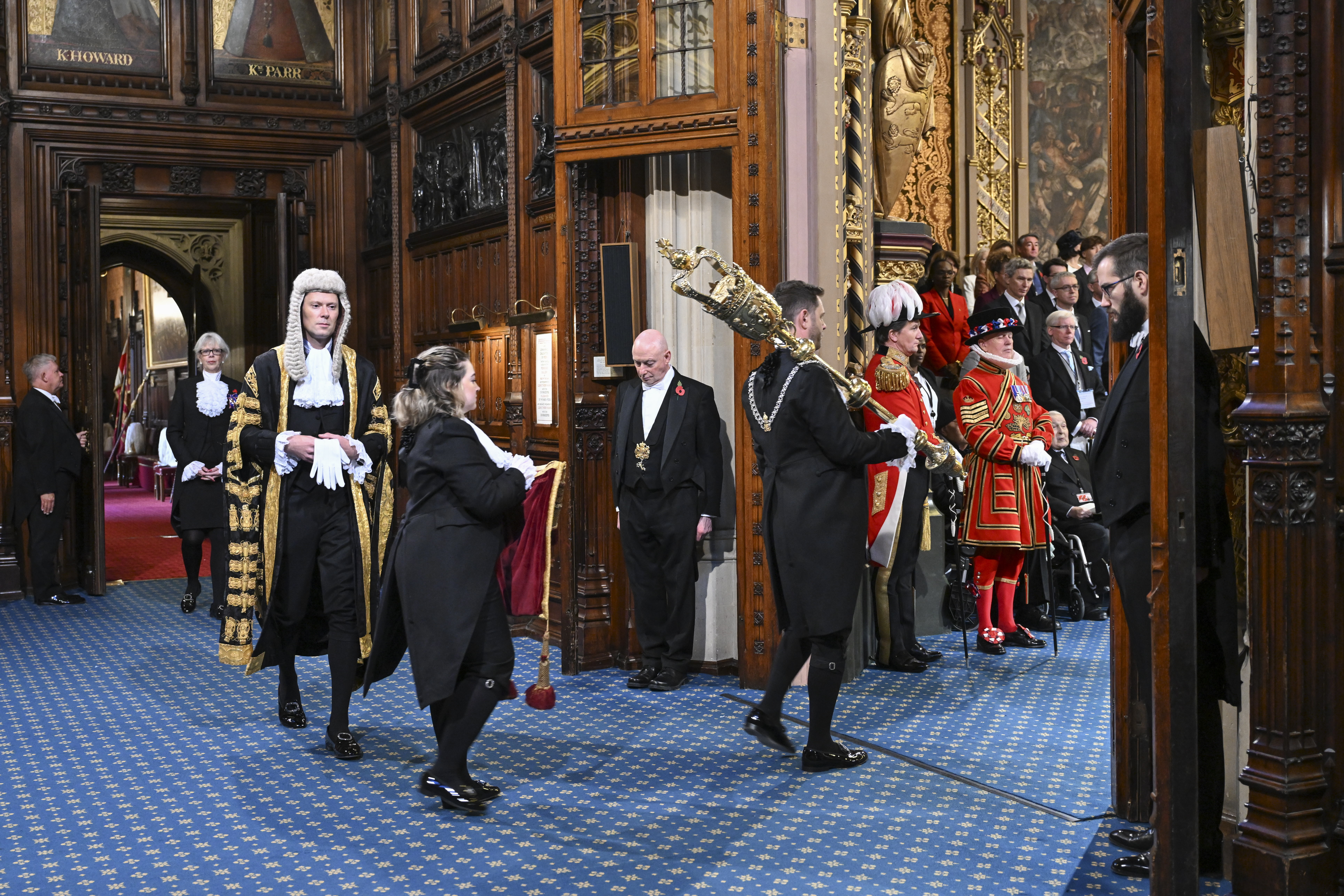
貴族院議長の招請を受けて、貴族院に登院する大法官。
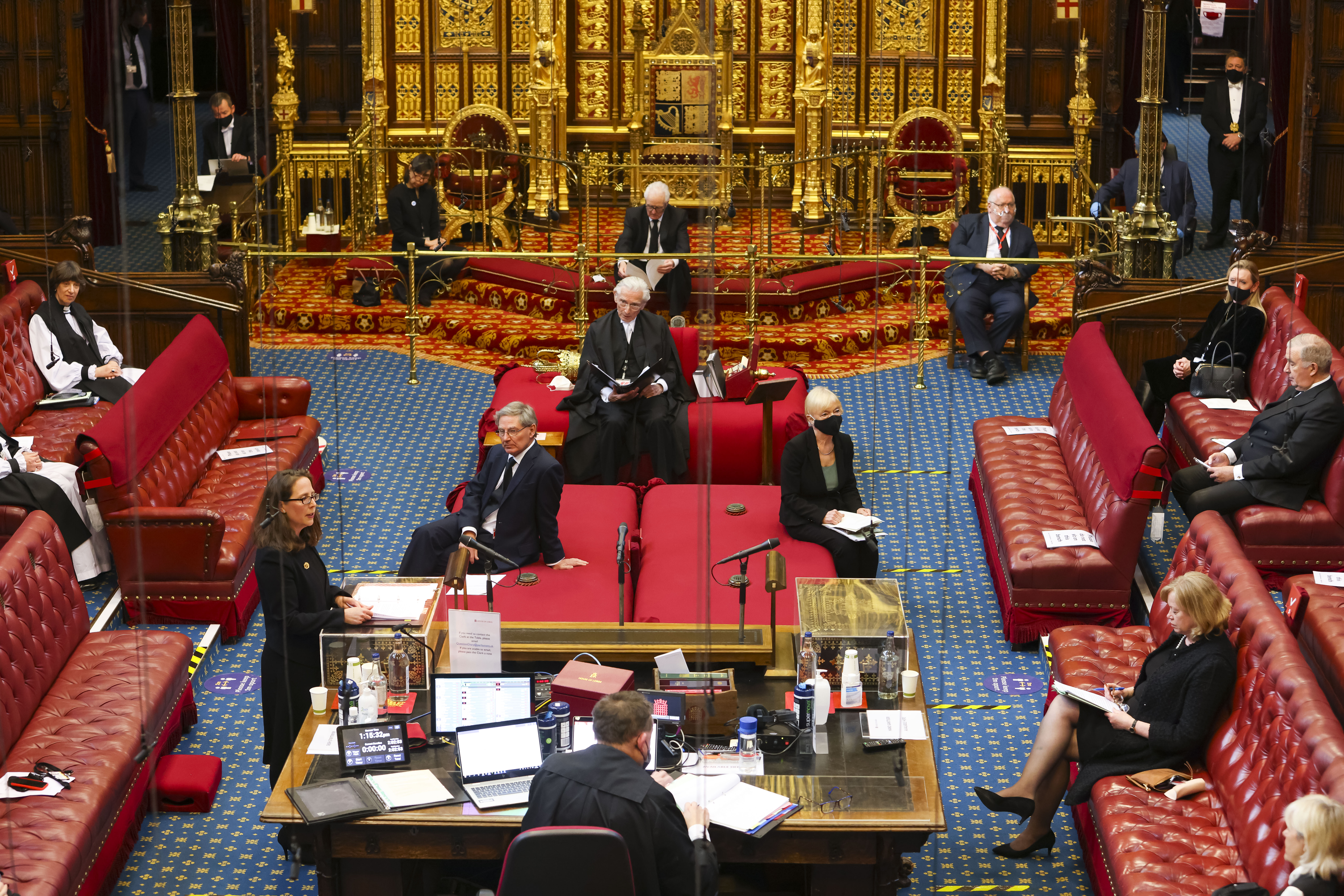
議場内の様子。貴族院議長（ファウラー男爵）が中央でウールサック（英語版）（赤いクッション席）に腰かけている。議長の後方には貴族院のメイスが置かれている。ウールサックは2009年まで大法官専用の席だった。  なお、議長の前方に、裁判官2名が法服貴族用のウールサックに腰かけているのも確認できる。

### その他の役職
- 貴族院院内総務（Leader of the House of Lords)
議員職であり、閣内大臣ポスト[92]。貴族院与党のトップ。
- 儀仗衛士隊隊長（Captain of the Honourable Corps of Gentlemen-at-Arms)
議員職。宮中職ポストだが、貴族院与党院内幹事長（Chief Whip）の立場の者が就任するのが慣例である[130]。
- 国王親衛隊隊長（Captain of the Yeomen of the Guard)
議員職。宮中職ポストだが、貴族院与党院内副幹事長の立場の者が務めるのが慣例である[131]。
- 侍従たる議員（英語版）（Lord-in-waiting)
議員職。宮中職ポストだが、貴族院与党院内幹事（Whip）の立場にある3人が務めるのが慣例である[132]。
- 黒杖官（Black Rod)
非議員職であり、国王により任命される。庶民院における守衛官と同じ役割を果たし、院内の秩序維持、および議長の儀杖・メイスの護持の任にあたる[133]。
- 議会事務総長（英語版）（Clerk of the Parliaments)
非議員職であり、国王により任命される。貴族院事務局の責任者であり、貴族院の事務を統括する。また貴族院が法案を可決した旨の公証を出したり、両院間の文書を受諾・伝達したり、国王の裁可を得た法案を法律として公示するなどの業務も行う[134]。議会から庶民院が分離する前の1315年から存在する役職である。庶民院にも同じ役職として庶民院事務総長（英語版）が存在する（庶民院事務総長職は1363年に設置された）[133]。

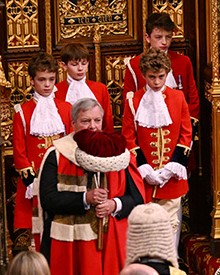
前・貴族院院内総務トゥルー男爵ニコラス・トゥルー（英語版）。  現在、王璽尚書を兼ね、議会用ローブを纏いつつ、議会開会式にて尚書の職権で君主の制帽（英語版）を掲げる。
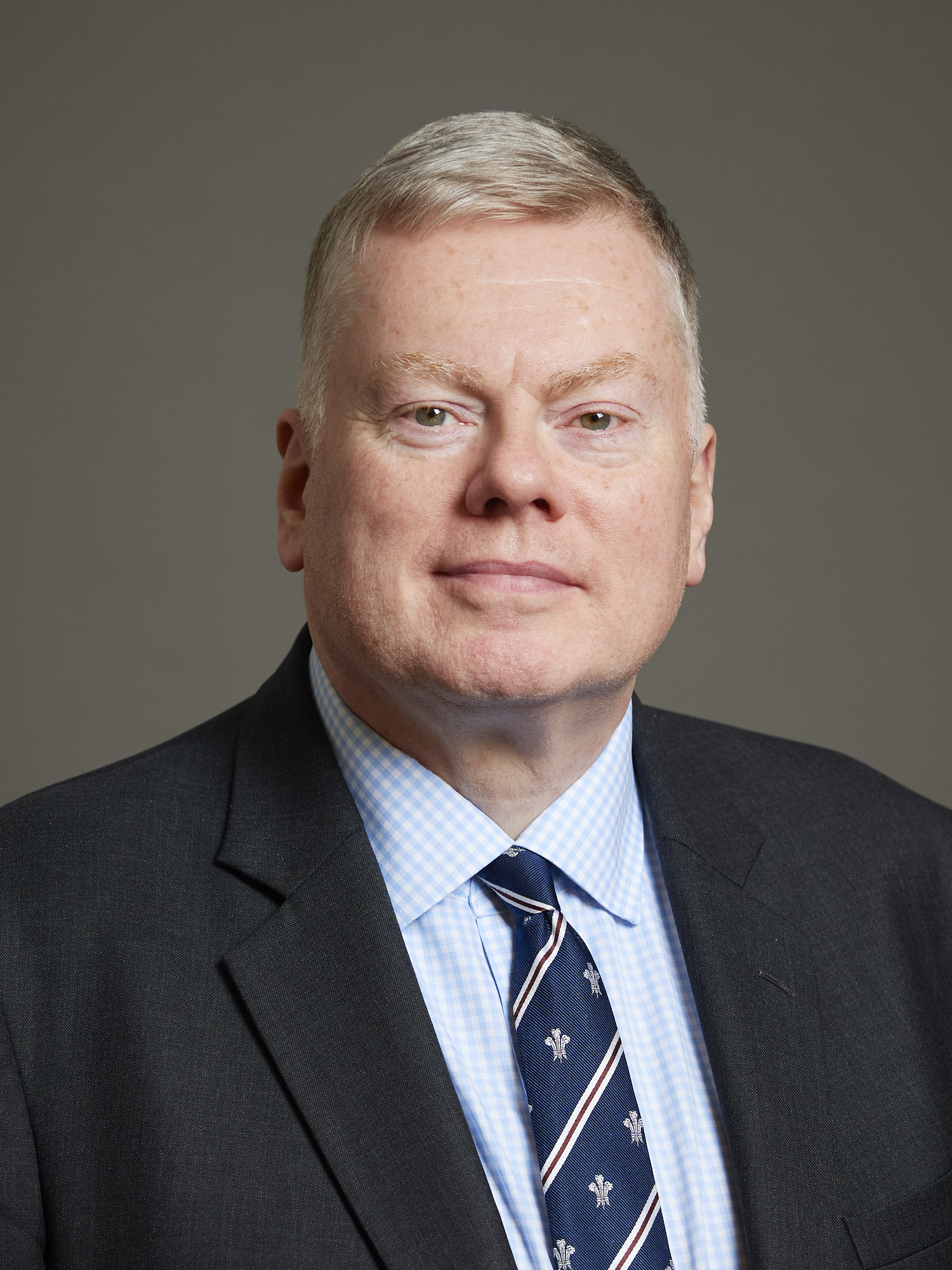
現在の儀仗衛士隊隊長のサザークのケネディ男爵ロイ・ケネディ（英語版）。  貴族院与党院内幹事長（Chief Whip）が務める慣例。
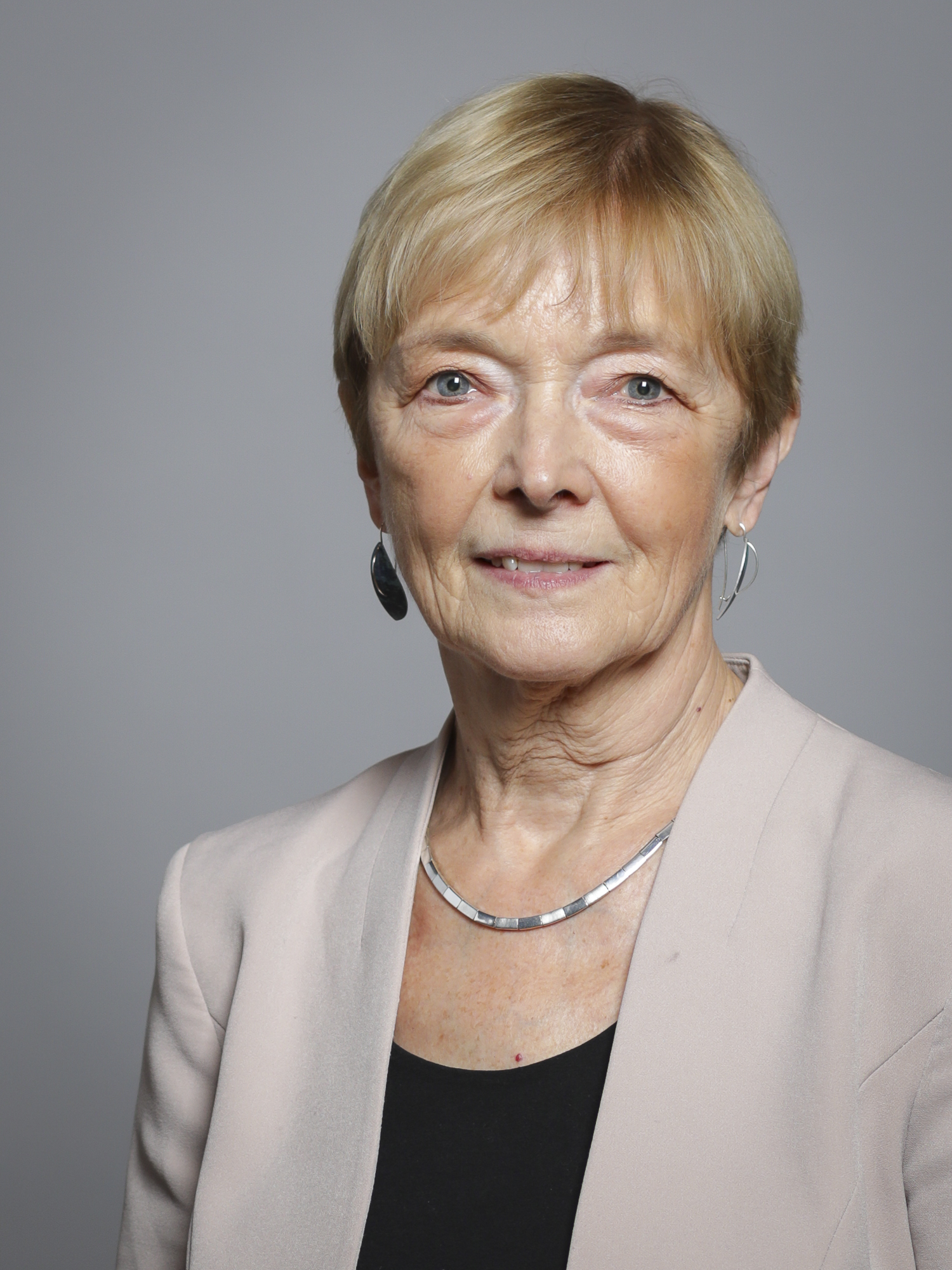
現在の国王親衛隊隊長のフィーラー女男爵マーガレット・フィーラー（英語版）。  貴族院与党院内副幹事長（Deputy Chief Whip）が務める慣例。
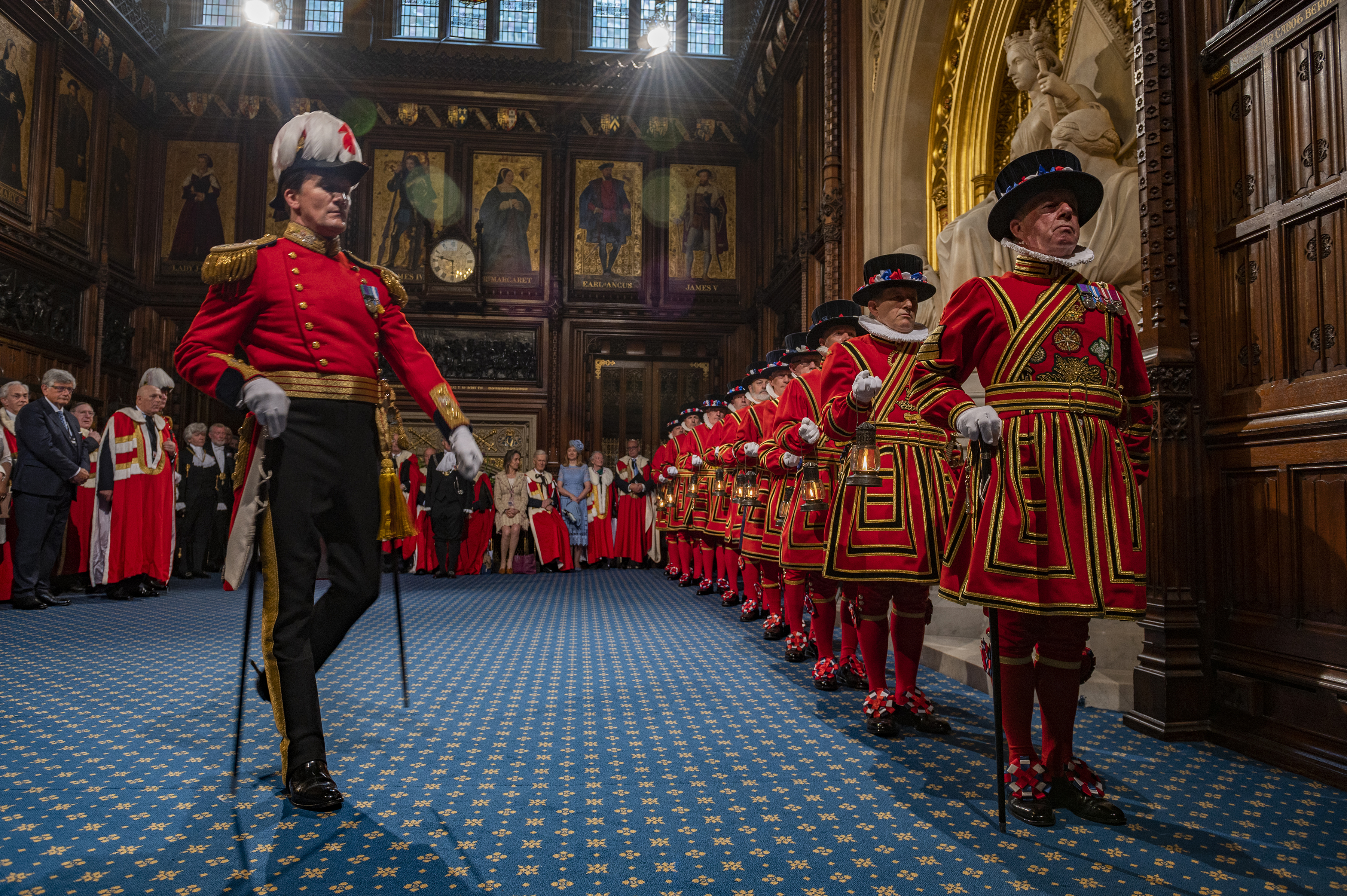
議会開会時、君主に先立って議事堂内を検索中の衛兵。左が儀仗衛士隊（英語版）隊員、右が国王親衛隊（英語版）の隊列。
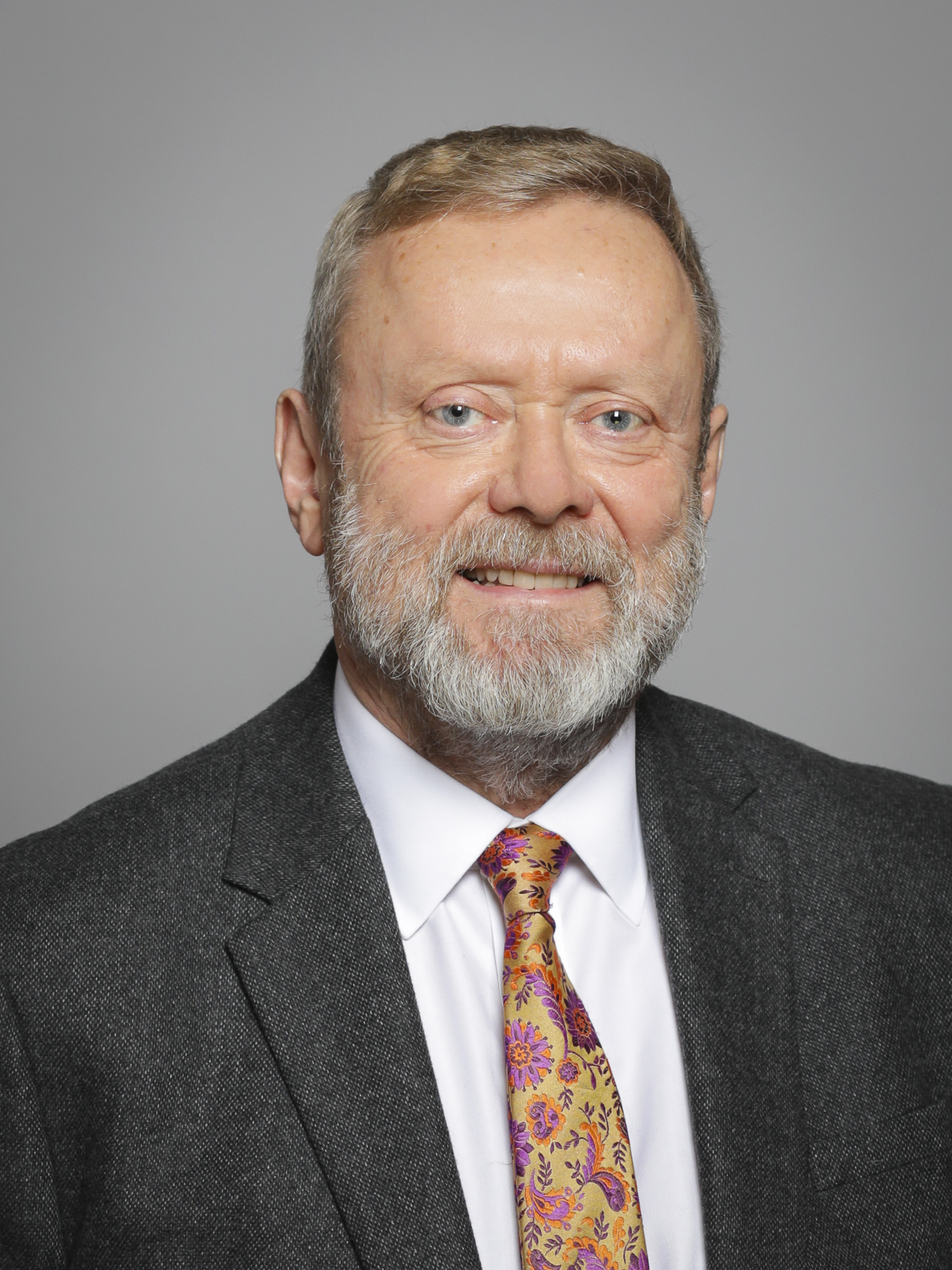
現在の侍従たる議員（英語版）の一人（ハイベリーのコリンズ男爵レイ・コリンズ）。  コリンズ卿を含め、3名の幹事（Whip）が務める。
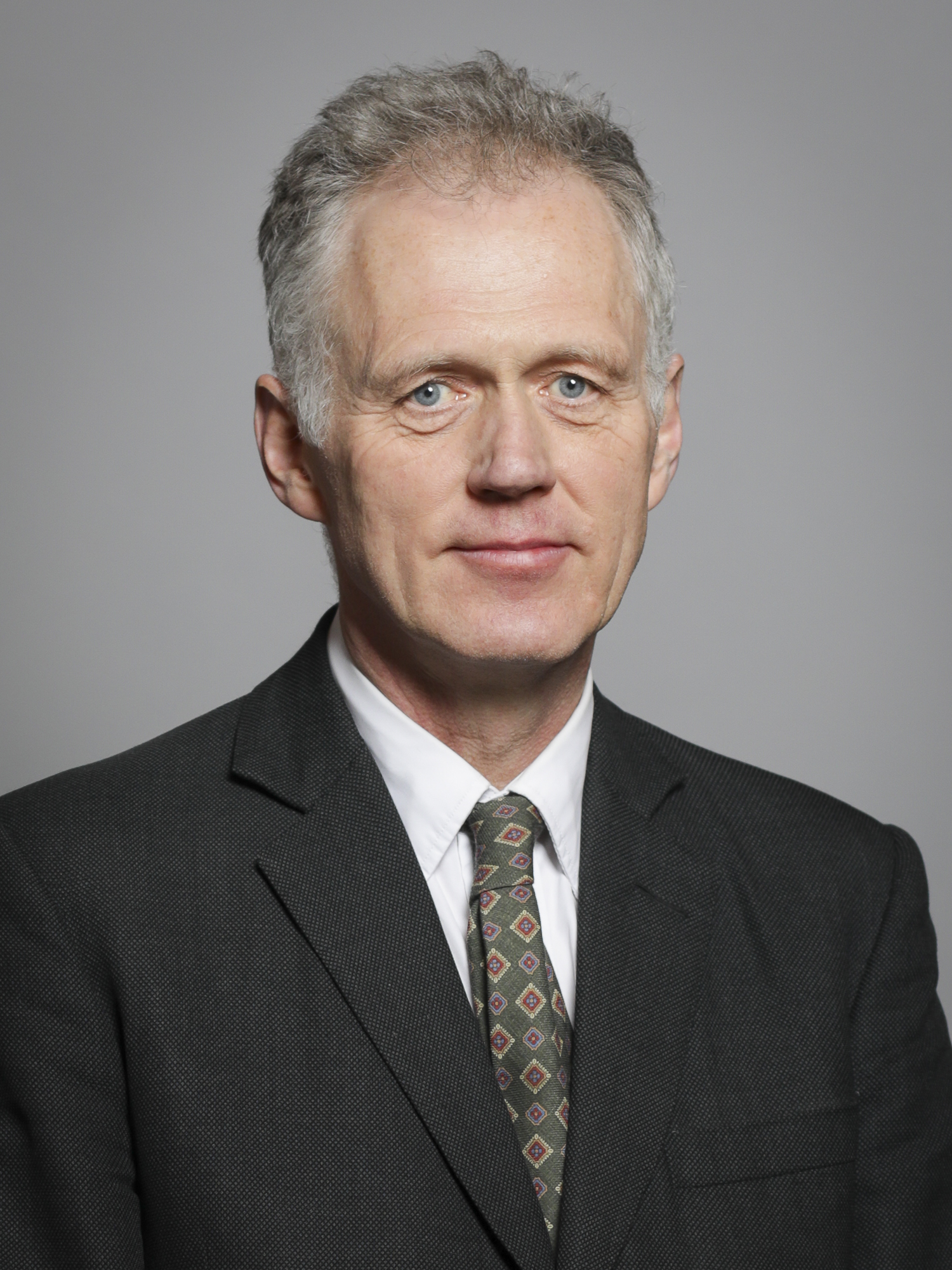
侍従たる議員の第4代シュールブリードのポンソンビー男爵フレデリック・ポンソンビー（英語版）。
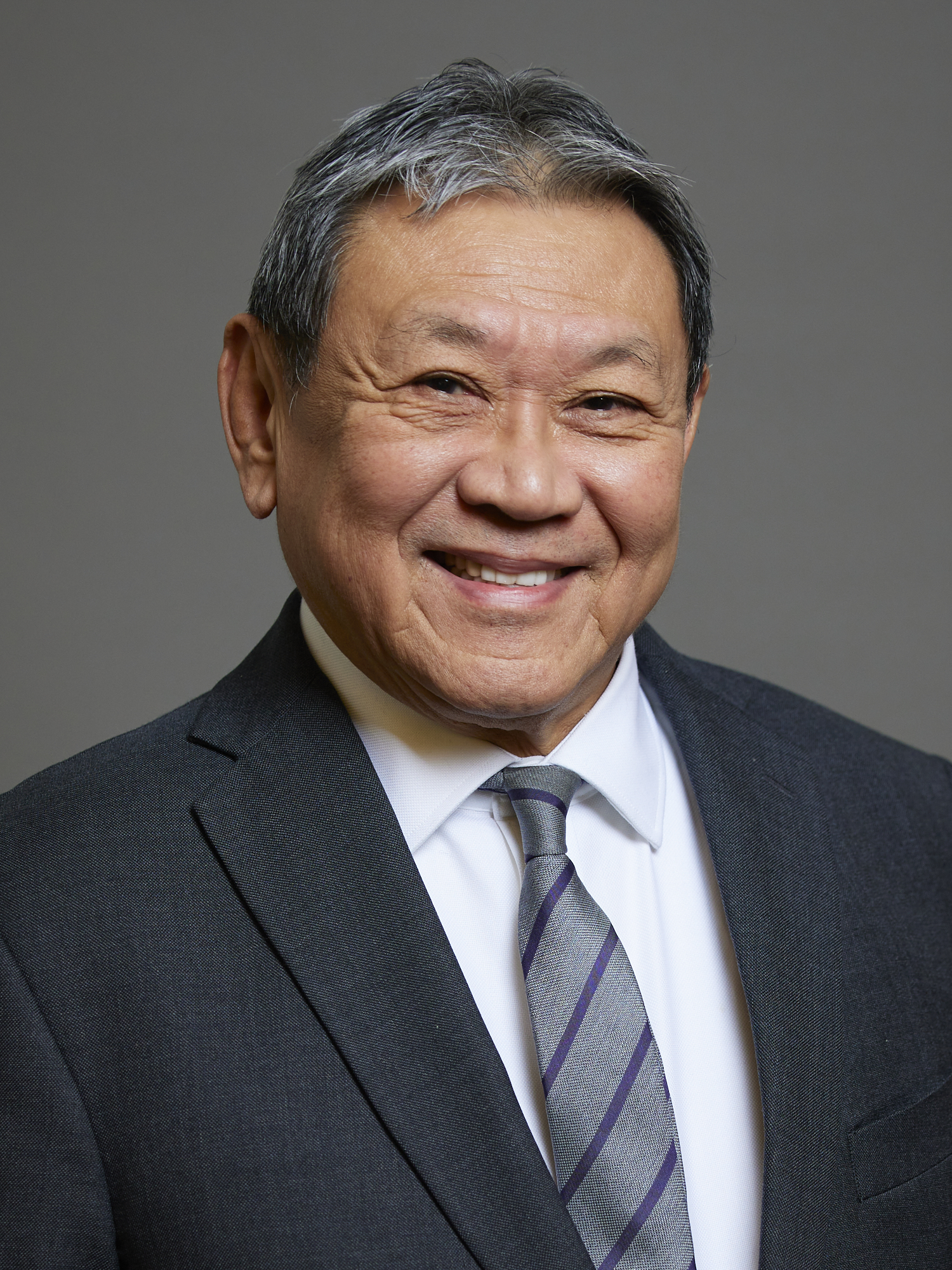
侍従たる議員のレオン男爵ソニー・レオン（英語版）。
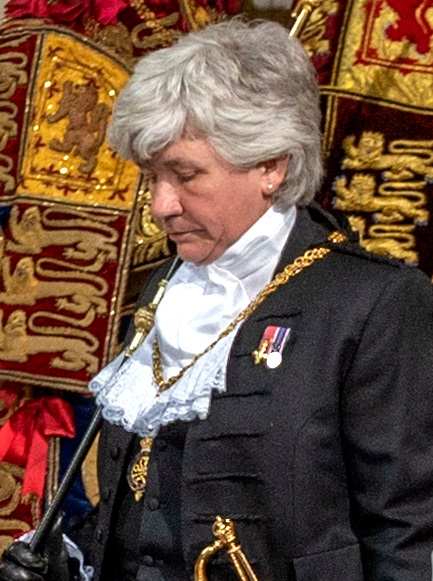
現役の黒杖官サラ・クラーク（英語版）。右手に職杖を持つ。
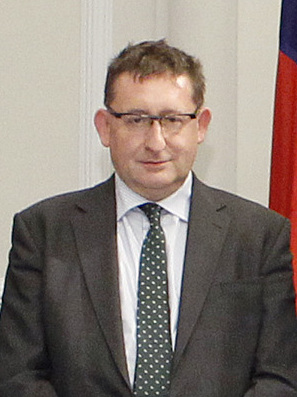
現在の貴族院における議会事務総長（英語版）サイモン・バートン（英語版）。

## 貴族院の意義

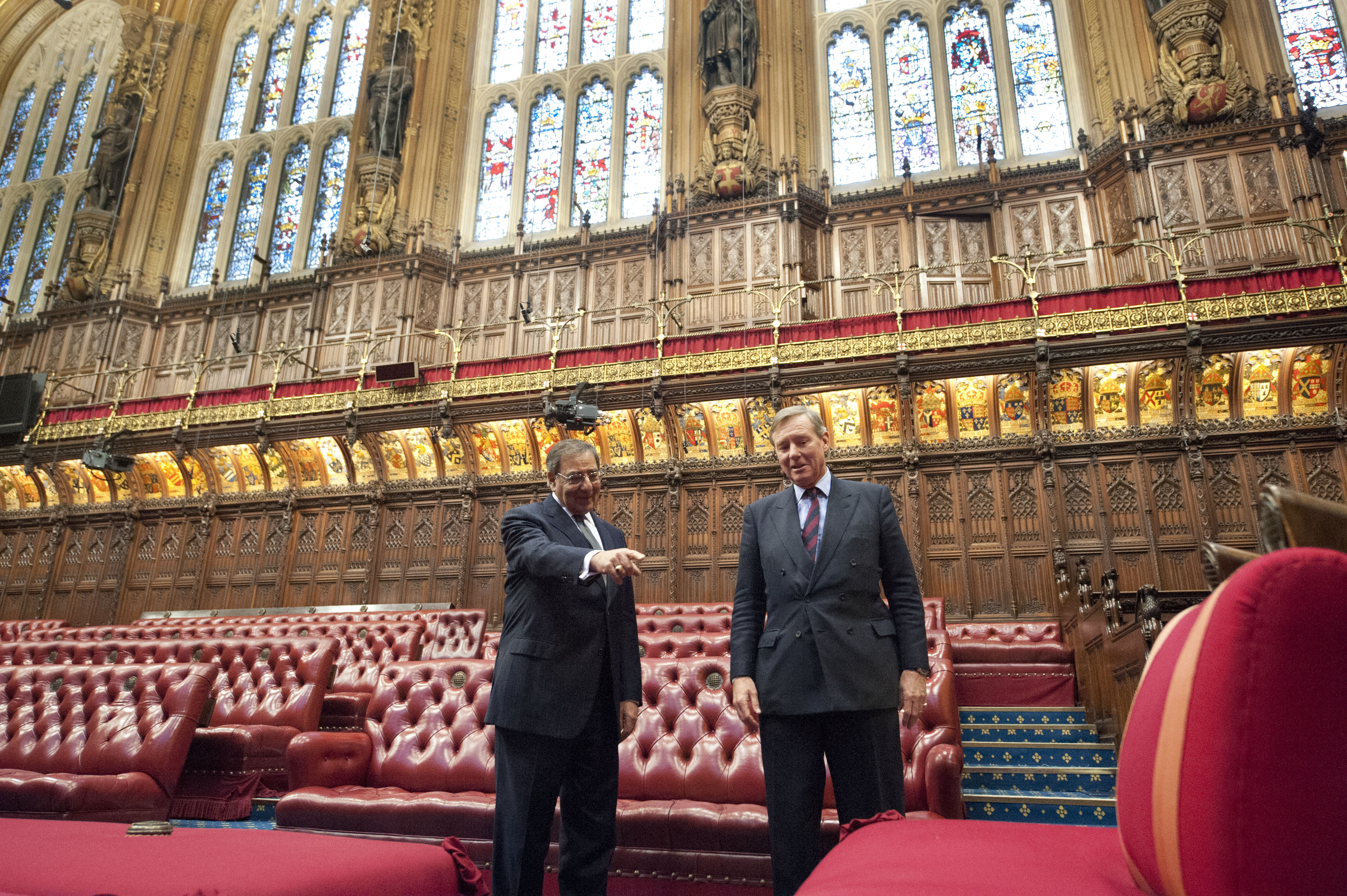
貴族院議場。
2013年1月18日、議長席を指差すアメリカ国防長官レオン・パネッタと案内役のイギリス軍事担当閣外大臣アンドリュー・ロバサン。

貴族院の意義については以下のような指摘がなされている。
まず庶民院（政党政治）を抑制して、その暴走を阻止することである。ヘイルシャム男爵クィンティン・ホッグは「選挙による独裁」（elective dictatorship）を阻止することが貴族院の役割と論じている。ジェームズ・ブライスも多数決は必ずしも国民の最善の意思を表すものではないため、多数決制度の欠点を補う意味で第二院が必要との認識を示している。
また庶民院を補完する役割も重要である。選挙のない貴族院は有権者の顔色をうかがう必要がないため、庶民院が指摘しにくい国民に不人気だが重要な視点などを指摘しうるし、庶民院議員が選挙区サービスに忙しいのに対し、貴族院議員は政治に専念できるのでより重厚な議論も期待できる。これについてウォルター・バジョットは「理想的な庶民院が存在する場合には、貴族院は不必要であり、またそれゆえに有害でもある。しかし現実の庶民院を見ると、修正機能を持ち、また政治に専念する第二院を並置しておくことは必要不可欠とは言えないまでも、極めて有用である」と論じている。
ジョン・スチュアート・ミルも「一般国民を代表する民主的機関の欠陥は特別な訓練と知識である。その適切な是正策は特別な訓練と知識を持つ機関を民主的機関に対置することである。一方の院が国民の感情を代表するとすれば、他方の院は実際の公務の経験によってためされ、確証され、かつ実際の経験によって強化された個人的価値観の代表する。また一方が国民の院であるとすれば、他方は政治家の院である。言いかえれば、重要な政務または仕事の経験をしたことがある、あらゆる生気あふれる公人から成る評議会とすべきだ。そのような議院は単に抑制力というだけではなく推進力ともなろう」と論じている。
かつての世襲貴族ばかりの状況の中では貴族院が政治への専門性を有しているのか疑問視する声もあったが、一代貴族制導入後の貴族院は、各分野に高度な専門知識を有する議員を擁しているといって差し支えない状態である（各分野で活躍した者が一代貴族に任命されるので）。また1999年に世襲貴族（保守党が多い）の議席が制限されたことで中立派（クロスベンチャー）と呼ばれる議員たちの比重が上がり、以降は特定の政党が支配的になっておらず、庶民院よりも政党政治に中立的である。この「専門性」と「中立性」により、現在でも庶民院の補完者としての貴族院の存在価値は高いと言われている。
左派寄りとされる『ガーディアン』紙のコラムで貴族院完全公選化を訴えていたコラムニストのティモシー・アッシュも2010年に貴族院に対する考えを変えたとしたうえで「（1999年貴族院改革から）この10年間、まさに英国の皮肉というべきは、この非民主的で古めかしくて時代錯誤な組織が、選挙で選ばれた政府の大衆独裁的な傾向に抗する防波堤でもあったことだ。（略）上院の特別委員会はエキスパートとして法律案を精査し、しばしば改善を加えている。公表された報告書のいくつかは第一級のものだ。公共政策の議論にとび切りの貢献をしている貴族院議員ならすぐに何人も挙げることができる。そんななかで最も優れているのは、最も非民主的に選ばれた、無所属のクロスベンチャーたちなのだ。」と論じた。
「国民世論や党派対立から超越した衆愚に陥らない有識者集団」として、特に「憲法の番人」としての役割を果たすことが期待される。そのため貴族院から最高裁判所機能を取り除いた2005年の憲法改革法は、貴族院の憲法院としての権威を低下させる改革とする批判も一部に存在する。
庶民院の修正の院として第二院を置くこと自体はイギリス社会に広く認知されており、一院制移行論は主流を為していない。一方で「民主的正当性」を重視する立場からは貴族院は批判される。世襲貴族はもちろんのこと、一代貴族も任命制であり、民意の委託を受けているわけではないためである。そのため第二院も公選制へ移行すべきとする議論があるが、「専門性」や「中立性」など貴族院の利点とされる要素を公選制のもとでも保てるのかが問題となる。どのぐらいの割合を公選制とするのか、どのような選挙制度にするのか、庶民院との差別化をどのように行うか、どのように政党化を抑止するのかなどに論点がある。
イギリスには「壊れていない物を直すな」という格言があり、貴族院改革反対論者はこの格言をしばしば引用する。2012年のキャメロン政権の公選制導入の貴族院改革法案も反対が多く挫折した。
存在意義の具体例として、近年ではEU離脱法案を巡る審議が挙げられる。2020年1月に、貴族院はジョンソン首相の意向に反して、離脱後も英国に住むEU出身者の在留資格や難民の子供の保護を保証する内容を含む修正案を可決した。

## 貴族院の現況

### 現在の役職
2024年7月26日現在のイギリス貴族院の主な役職者は次の通り。

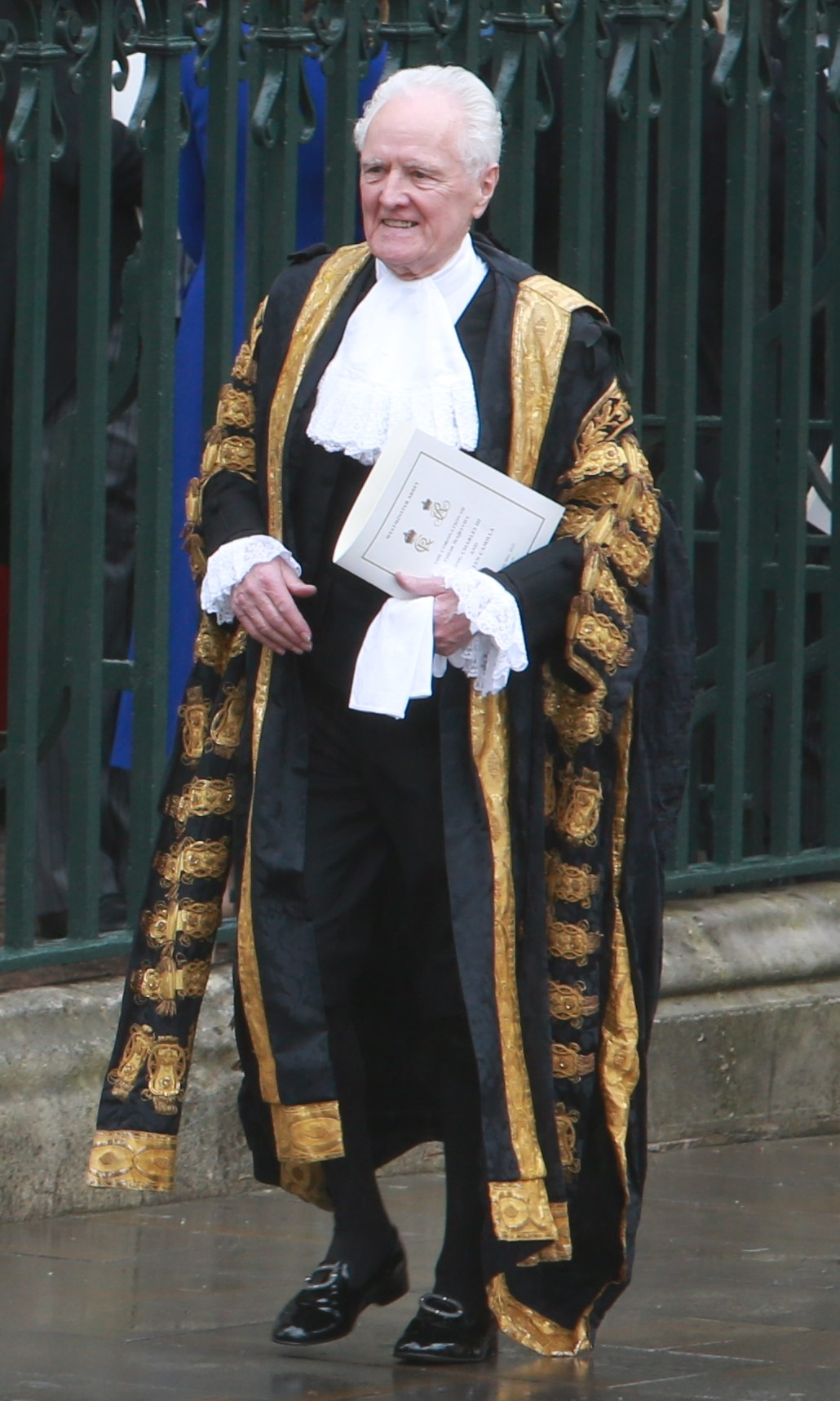
現在の貴族院議長アルクリィースのマクフォール男爵ジョン・マクフォール。
伝統的な議長の制服を羽織る。

- 貴族院議長：アルクリィースのマクフォール男爵ジョン・マクフォール（2021年 -）（無所属（英語版））[148]
- 貴族院上級副議長：キンブルのガーディナー男爵ジョン・ガーディナー（英語版）（2021年 -）（無所属（英語版））[149]
- 貴族院院内総務：バジルドンのスミス女男爵アンジェラ・スミス（2024年 - ）（労働党）[150]
- 貴族院院内副総務：ハイベリーのコリンズ男爵レイ・コリンズ（2024年 - ）（労働党）[151]
- 影の内閣貴族院院内総務：ツルー男爵ニコラス・ツルー（英語版）（2024年 -）（保守党）[152]
- 儀仗衛士隊隊長：サザークのケネディ男爵ロイ・ケネディ（英語版）（2024年 - ）（保守党）[153]
- 国王親衛隊隊長：フィーラー女男爵マーガレット・フィーラー（英語版）（2024年 - ）（保守党）[154]

### 現在の党派別議席配分
2024年7月時点でのイギリス貴族院の党派別議席配分状況は以下の通り。
| 党派名     | 一代貴族 | 世襲貴族 | 聖職貴族 | 合計 |
| ---------- | -------- | -------- | -------- | ---- |
| 保守党     | 232      | 45       | –        | 277  |
| 労働党     | 181      | 4        | –        | 185  |
| 自由民主党 | 75       | 4        | –        | 79   |
| 中立派     | 150      | 33       | –        | 183  |
| 聖職貴族   | –        | –        | 25       | 25   |
| その他     | 50       | 2        | –        | 52   |
| 議長       | 1        | 0        | –        | 1    |
| 合計       | 675      | 88       | 25       | 805  |

一代貴族には定数がないため、貴族院議員数は日々変化する。現在の議席数は貴族院ウェブサイト上で確認できる。世襲貴族と聖職貴族にはそれぞれ92議席、26議席の定数があるが、それに足りていない時は請暇議員や資格停止議員がいるか、直近に死亡・退任していて一時的に空席になっているかである。上記の場合だと世襲貴族議員の欠員1名は請暇議員であり、聖職貴族議員の欠員1名は主教退任で一時空席になっていることによる。一代貴族にも請暇議員35名と資格停止議員11名がおり、これらの者も全て合わせた2013年5月時点の全貴族院議員総数は811人であった。
中立派と聖職貴族は会派として一つの組織になっているものの、所属議員に党議拘束をかけていない。